# Generalne Gubernatorstwo

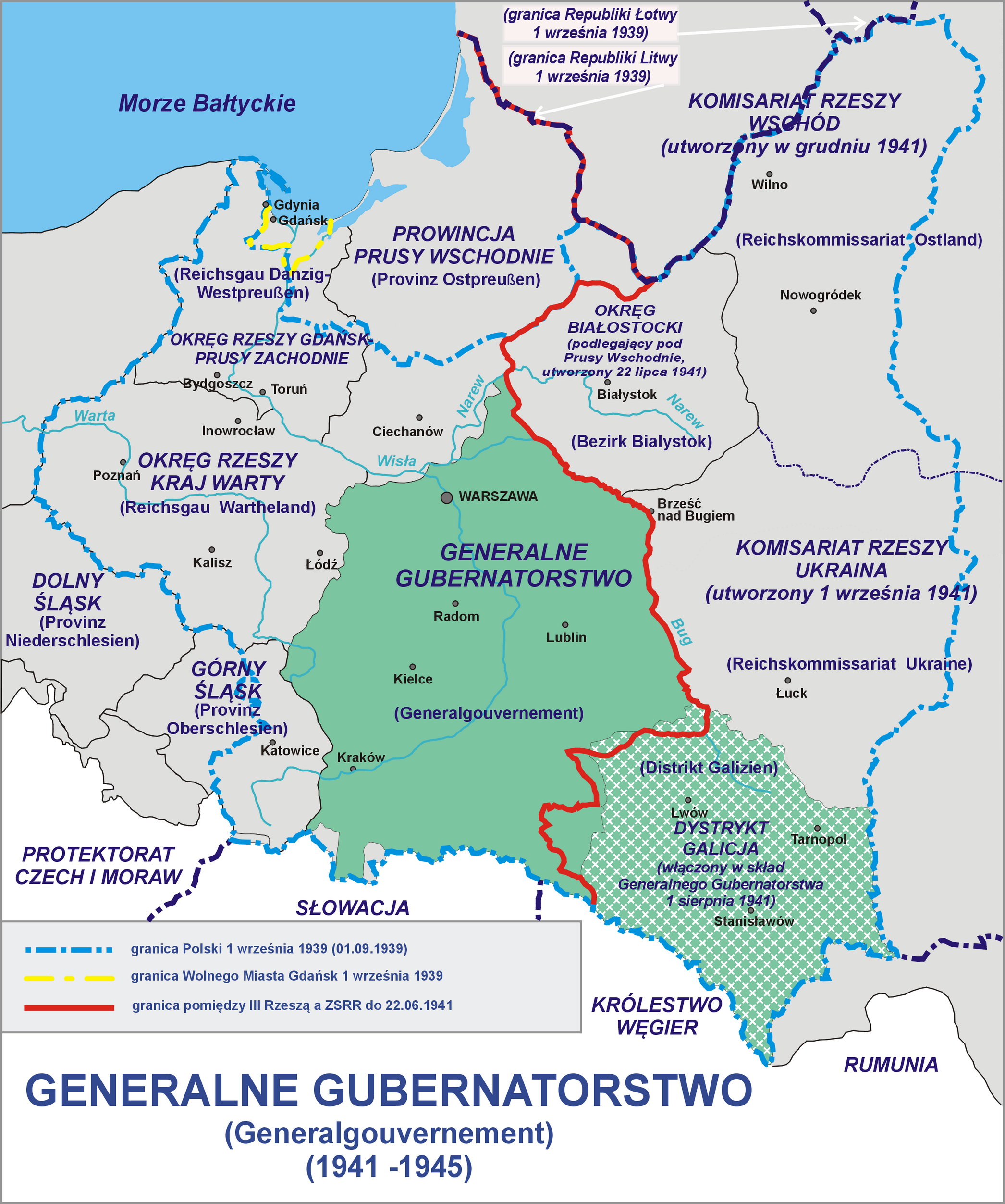
Generalne Gubernatorstwo na tle ziem okupowanych II Rzeczypospolitej

Generalne Gubernatorstwo (kolokwialnie Generalna Gubernia, niem. Generalgouvernement, w skrócie GG, ukr. Генеральна губернія; od 26 października 1939 do 31 lipca 1940 niem. Generalgouvernement für die besetzten polnischen Gebiete, pol. Generalne Gubernatorstwo dla okupowanych ziem polskich) – quasi-państwo utworzone przez III Rzeszę na podstawie dekretu Adolfa Hitlera z 12 października 1939 z mocą obowiązującą od 26 października 1939, obejmujące część okupowanego wojskowo przez Niemcy terytorium II Rzeczypospolitej, która nie została anektowana bezpośrednio przez III Rzeszę. Po wybuchu wojny niemiecko-sowieckiej i wcieleniu 1 sierpnia 1941 dekretem Hitlera tzw. Dystryktu Galicja do Generalnego Gubernatorstwa jego obszar rozpościerał się od Czerwina na północy do Hryniawy na południu, od Częstochowy na zachodzie do Okopów Świętej Trójcy na wschodzie.
Na terenie Generalnego Gubernatorstwa nie powstały nigdy żadne polskie struktury władzy kolaborującej z Niemcami, co stanowiło wyjątek wśród krajów europejskich okupowanych przez III Rzeszę. Generalne Gubernatorstwo zarządzane było przez Niemców, którzy stanowili kadrę administracyjną, policyjną i wojskową (z wyjątkiem nielicznych formacji, w których pracowali Polacy, jak np. tzw. granatowa policja). Władzę centralną w Generalnym Gubernatorstwie sprawował rząd Generalnego Gubernatorstwa i Generalny Gubernator, którym przez cały okres okupacji był Hans Frank, rezydujący w Zamku Królewskim na Wawelu w Krakowie.
Część nazwy „dla okupowanych ziem polskich” została usunięta tajnym rozporządzeniem Generalnego Gubernatora Hansa Franka z 31 lipca 1940 r. wydanym w oparciu o tajny dekret Hitlera z 8 lipca 1940. OKW w dyrektywie z 15 kwietnia 1940 r. rozważając, czy istnieje jeszcze państwo polskie z którym Niemcy znajdują się w stanie wojny utrzymywało jakoby: Wojna zakończyła się wraz ze zmiażdżeniem Państwa Polskiego, sam Führer dał temu wyraz w październiku 1939 r., likwidując wojskową administrację i zastępując ją cywilną. Sprawy Generalnej Guberni są sprawami wewnętrznoniemieckimi.
Proklamacja Generalnego Gubernatorstwa przez Rzeszę była sprzeczna z prawem międzynarodowym (konwencja haska IV z 1907 r. o prawach i zwyczajach wojny lądowej, art. 42 i następne) i w konsekwencji nielegalna. Dlatego też Generalne Gubernatorstwo nie było podmiotem prawa międzynarodowego ani publicznego. Wszystkie akty władz Generalnego Gubernatorstwa, stanowiących jedynie władzę okupacyjną, de iure były bezskuteczne w międzynarodowych stosunkach prawnych (pozbawione skutku od chwili wydania aktu prawnego).

## Geneza

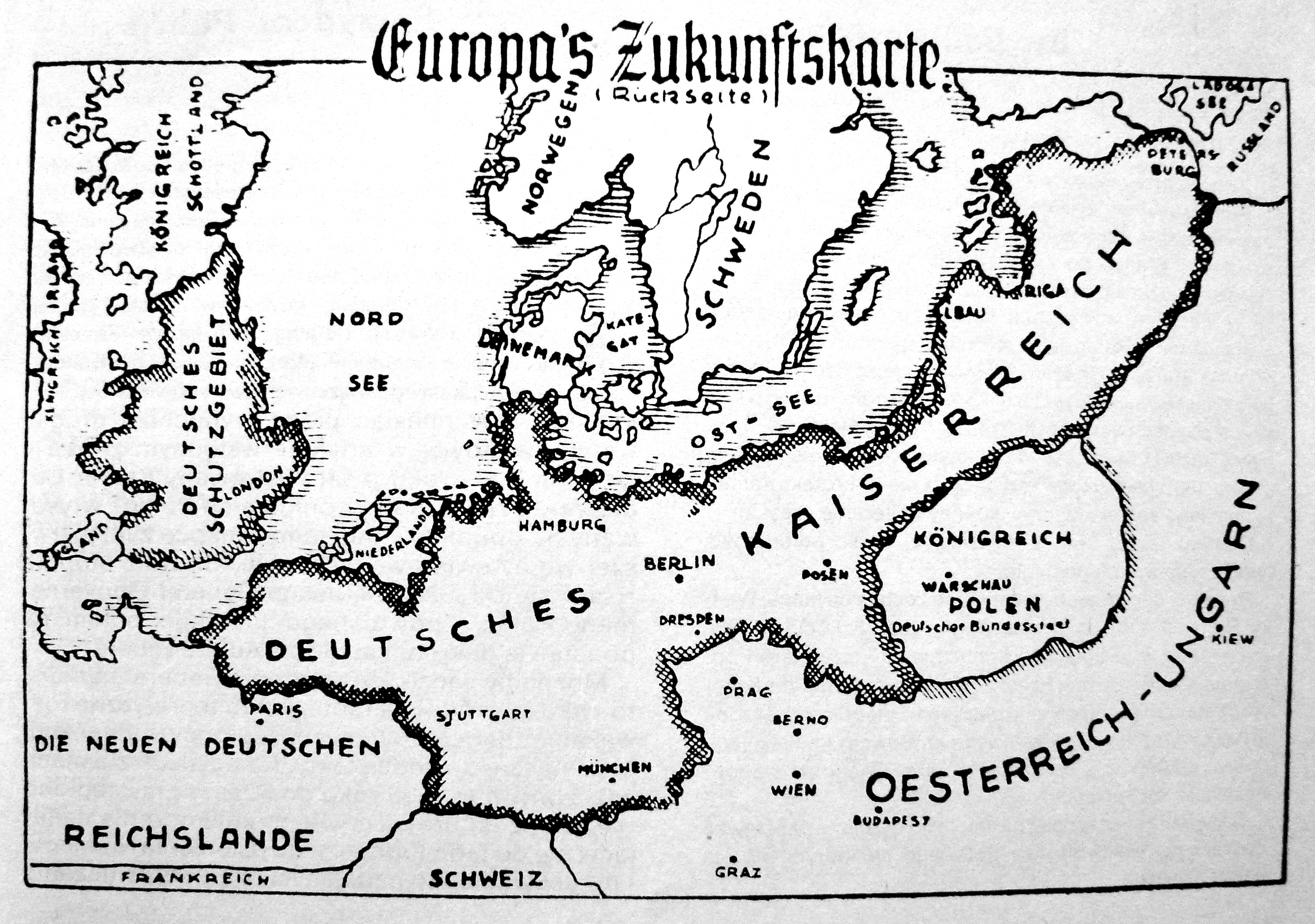
„Europa przyszłości”, autorstwa Alberta Rymanna; tak miała wyglądać Europa po zwycięstwie państw centralnych w I wojnie światowej

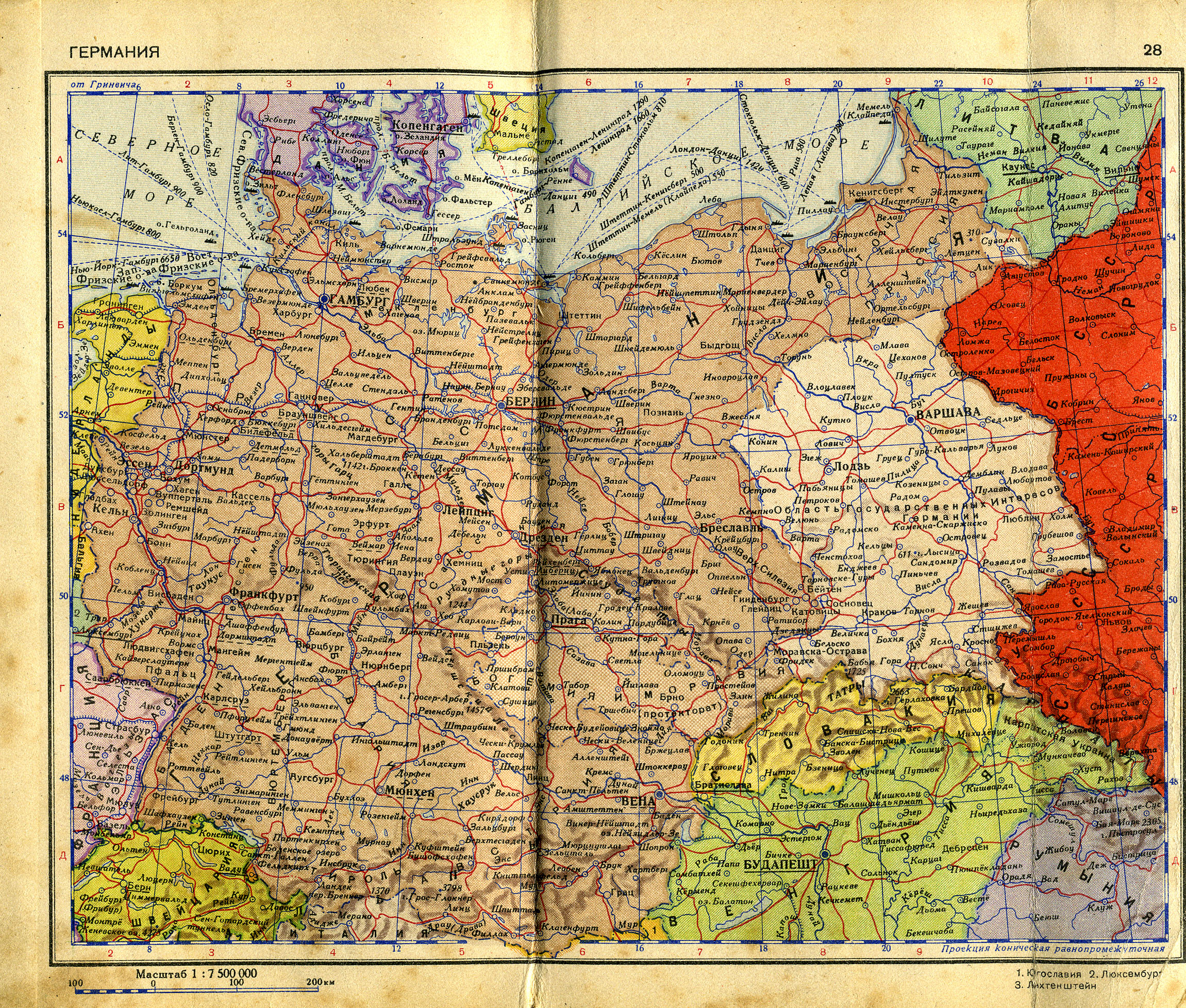
Sowiecka mapa III Rzeszy i Generalnego Gubernatorstwa z 1940 roku. Granica GG z Rzeszą zaznaczona jest nieprawidłowo

Pomysł utworzenia Generalnego Gubernatorstwa ma swoje korzenie w idei Mitteleuropy. Podczas I wojny światowej wykorzystały ją rządzące elity polityczne Niemiec, wytyczając cele wojenne oraz plany nowego porządku europejskiego po ewentualnym zwycięstwie państw centralnych. Mitteleuropę miały tworzyć marionetkowe państwa (w tym Królestwo Polskie) pod polityczną, gospodarczą i wojskową kontrolą Rzeszy. Region miał być wykorzystywanym gospodarczo zapleczem imperium niemieckiego, a jego zasoby miały służyć udanej rywalizacji z Anglią na arenie światowej w celu uzyskania pozycji wiodącego mocarstwa. Organizacja gospodarcza opierałaby się na dominacji Niemiec, które narzuciłyby szereg korzystnych dla siebie umów gospodarczych z podległymi im satelickimi państwami jak Ukraina i Polska. Liczono również na to, iż nastroje klasy pracującej w Niemczech mogą być uspokojone przy pomocy aneksji terytorialnych, osadnictwa oraz lepszej kondycji gospodarczej Niemiec. Populacja na podporządkowanych terenach stopniowo byłaby germanizowana, także poprzez czystki etniczne ludności rodzimej i równoległe osadnictwo niemieckie. Niemiecki plan Mitteleuropy podczas I wojny światowej przewidywał aneksję znacznej części terytorium Polski i wypędzenie z tych ziem Polaków i Żydów zastępowanych stopniowo kolonistami niemieckimi. Sama Polska miała być stopniowo germanizowana, także poprzez zmniejszenie populacji polskiej na skutek klęsk głodu. Na miesiąc przed wybuchem II wojny światowej, w dniu 4 sierpnia 1939 roku, mapę pt. „Przyszła mapa Europy” z graficznym przedstawieniem Mitteleuropy z I wojny światowej opublikowała polska gazeta Ilustrowany Kuryer Codzienny. Mapa autorstwa Alberta Rymanna przedstawiała Niemcy (niem. Deutsches Kaiserreich) z przyległym do nich satelickim małym państwem Królestwem Polskim (niem. Koenigreich Polen) z małym dopiskiem deutscher Bundesstaat, czyli „państwo związkowe Rzeszy Niemieckiej”.
Identyczną koncepcję utworzenia satelickiego małego państwa polskiego Niemcy zawarli również w planach II wojny światowej. Koncepcja została zrealizowana w kształcie Generalnego Gubernatorstwa i była ona realizacją drugowojennych celów polityki niemieckiej w Europie Wschodniej, określonych m.in. w Generalnym Planie Wschodnim oraz założeniach polityki okupacyjnej III Rzeszy na terytorium Polski. Realizowano je poprzez fizyczną eliminację większości polskiej inteligencji oraz tzw. warstw przywódczych w akcji Intelligenzaktion, germanizację, przesiedlenia i eksterminację ludności (w celu przygotowania tego obszaru do kolonizacji germańskiej) oraz maksymalną eksploatację gospodarczą na potrzeby wojenne III Rzeszy. W okresie do 1944 okupacyjne władze niemieckie traktowały Generalne Gubernatorstwo praktycznie jak kolonię, która dostarczała niewolniczej i nisko kwalifikowanej siły roboczej, surowców naturalnych dla przemysłu oraz żywności. W latach 1939–1940 (do czasu, gdy z nazwy Generalnego Gubernatorstwa usunięto dopisek „dla okupowanych ziem polskich”, sugerujący pewien stan tymczasowości) planowano także utworzenie z terenów GG marionetkowego polskiego „państwa szczątkowego” (niem. Reststaat) – całkowicie uzależnionego politycznie, gospodarczo i militarnie od III Rzeszy. Koncepcja ta jednak została porzucona wobec kilku istotnych czynników. Niemcy, mimo iż niektóre postacie ówczesnego życia politycznego w Polsce wyrażały gotowość do pewnych negocjacji, ostatecznie nie mogli znaleźć polskiego odpowiednika Hachy lub Quislinga i elit chętnych do kolaboracji. Jedynym polskim politykiem, który był skłonny zaakceptować niemieckie warunki współpracy, był Władysław Studnicki, stanowiący de facto jednoosobowe stronnictwo proniemieckie. Decydującym czynnikiem uniemożliwiającym utworzenie „polskiego państwa szczątkowego” była negacja tych planów przez ZSRR (pozostający wówczas w sojuszu z III Rzeszą), negujący pomysł zachowania Polski w jakimkolwiek kształcie. Do utworzenia ewentualnego rządu kolaboracyjnego „opierającego się na uciskanych dotąd przez polskie rządy chłopach” służyć miały prowadzone przez Niemców kilkakrotne rozmowy z liderem ludowców Wincentym Witosem, który zdecydowanie odrzucił propozycję współpracy.
Siedzibą władz okupacyjnych Generalnego Gubernatorstwa na mocy rozporządzenia Hansa Franka z dnia 26 października został Kraków. Językiem urzędowym w Generalnym Gubernatorstwie był język niemiecki, zaś język polski miał charakter języka pomocniczego. Akty normatywne były ogłaszane zarówno w języku niemieckim, jak i w języku polskim (dwie szpalty drukowane równolegle obok siebie w dzienniku rozporządzeń), ale charakter tekstu autentycznego miał wyłącznie tekst niemiecki. Po przyłączeniu Dystryktu Galicja, wprowadzono na tym obszarze dodatkowo język ukraiński jako pomocniczy, przy czym został on usytuowany przed językiem polskim. Pociągnęło to za sobą dodatkowe, ukraińskie wydanie dziennika rozporządzeń. W Krakowie, mieście wówczas dwustutysięcznym, stacjonowały siły okupacyjne w liczbie 50 tys. uzbrojonych Niemców oraz ukraińskich policjantów. Na terenie miasta istniały wydzielone niemieckie dzielnice, w tym zbudowana od podstaw zamieszkała przez urzędników Generalnego Gubernatorstwa i oficerów (rejon ul. Królewskiej – wówczas Reichstrasse). Statystycznie co piąta osoba przechodząca krakowską ulicą była Niemcem. Stolicę Polski, Warszawę, zamierzano zniszczyć i sprowadzić do roli prowincjonalnego ośrodka tranzytowego (założenia te określono w tzw. planie Pabsta), zlikwidowano polskie szkolnictwo wyższe i średnie, pozamykano muzea, teatry, większość bibliotek, planowo wywożono i niszczono dobra kulturalne, zagarnięto większość majątku należącego do Polaków i Żydów, skonfiskowano m.in. większość kluczowych zakładów przemysłowych i majątki ziemskie, zamierzano wywłaszczyć chłopów z gospodarstw o powierzchni od 2–10 hektarów, intensywnie eksploatowano rolnictwo systemem przymusowych kontyngentów. Pozostawiono niektóre elementy struktury państwa polskiego: Polską Policję podległą niemieckiej Policji Porządkowej, walutę (polski złoty), silnie zredukowane szkolnictwo, samorząd gmin wiejskich i miejskich (wójtowie, burmistrzowie), ograniczone sądownictwo, aparat skarbowy, zezwolono na działanie Polskiego Czerwonego Krzyża oraz Spółdzielni Spożywców „Społem”.
Generalne Gubernatorstwo było strukturą podporządkowaną całkowicie Rzeszy Wielkoniemieckiej, nieuznawaną na arenie międzynarodowej, o pewnych cechach parapaństwa, kontrolowaną i zdominowaną przez czynniki policyjne (posiadające uprawnienia władzy sądowniczej, wykonawczej oraz w ograniczonym zakresie prawodawczej). Jednak status GG nie był wyraźnie sprecyzowany, a charakter prawny i administracyjny był specyficzny. Nie był to obszar cechujący się suwerennością ani nie wchodził w skład terytorialny III Rzeszy. Zamieszkała w nim ludność nie posiadała obywatelstwa Gubernatorstwa ani obywatelstwa Rzeszy. Obowiązywał polski porządek prawny określony przed wrześniem 1939, z wyjątkiem określonych spraw odmiennie uregulowanych przez władze niemieckie. Sam Hans Frank określił status prawny Generalnego Gubernatorstwa jako Nebenland des Großdeutschen Reiches („kraj przyboczny Rzeszy Wielkoniemieckiej”).
Generalny Gubernator, będący najwyższym organem władzy, nie posiadał jednak jej pełni na podległym sobie terenie – władzę prawodawczą, sprawowaną za pomocą wydawanych rozporządzeń (będących głównym źródłem prawa w GG), dzielił z Radą Ministrów do spraw Obrony Rzeszy oraz pełnomocnikiem do spraw Planu Czteroletniego. Organy te miały równorzędne uprawnienia do wydawania rozporządzeń co Generalny Gubernator. Władzę wykonawczą dzielił głównie z wyższym dowódcą SS i Policji (niem. der Höhere SS- und Polizeiführer), który choć formalnie podlegał Generalnemu Gubernatorowi, to praktycznie mianowany był przez Heinricha Himmlera i wypełniał bezpośrednio jego polecenia. Z tego powodu wyższy dowódca SS i Policji otrzymał decyzją Generalnego Gubernatora prawo wydawania aktów prawnych na terenie całego GG.
Generalne Gubernatorstwo, chociaż uzależnione całkowicie od Rzeszy Wielkoniemieckiej, posiadało pewne cechy odrębności w sferze administracji, gospodarki i finansów – oddzielone było granicami celną i dewizową, posiadało własną walutę, działał nowo utworzony Bank Emisyjny w Polsce, który w Krakowie drukował nominalnie polskie pieniądze, tzw. młynarki. Generalne Gubernatorstwo posiadało również własny rząd, który był organem doradczym i wykonawczym Generalnego Gubernatora. Na czele rządu stał sekretarz stanu, którym w początkowym okresie okupacji był Arthur Seyss-Inquart, a następnie od maja 1940 r. Josef Bühler. Utrzymywanie takiego specyficznego ustroju prawnego na terenie Gubernatorstwa nie jest do końca wyjaśnione.
Najwyższy Trybunał Narodowy, badając w latach 1946–1948 zbrodnie nazistowskie podczas okupacji niemieckiej Polski, uznał rząd Generalnego Gubernatorstwa za organizację przestępczą.

## Sądownictwo
W październiku 1939 władze niemieckie ogłosiły, że obok istniejącego sądownictwa polskiego będą działały również sądy niemieckie. Na początku roku 1940 wznowiono działalność sądów polskich w GG oraz dokonano w nich wymiany kadrowej. Od początku utrzymano odpowiedni poziom orzecznictwa, przy braku poważniejszych ingerencji władz okupacyjnych, które dysponowały instrumentami prawnymi umożliwiającymi kontrolę prawomocnych orzeczeń sądów polskich. Sędziowie polscy zachowali swój dotychczasowy strój urzędowy, usunięto jednak łańcuchy, na których znajdowało się godło Polski. W zakresie właściwego orzecznictwa funkcjonowały sądy grodzkie, okręgowe i apelacyjne, rozpatrujące sprawy nienależące do kompetencji sądownictwa niemieckiego.
Ważniejsze miasta w Generalnym Gubernatorstwie były siedzibami powszechnych sądów niemieckich pierwszej i drugiej instancji, którym podlegali Reichsdeutsche, Volksdeutsche i osoby prowadzące działalność przeciwko Rzeszy, jej obywatelom i władzom Gubernatorstwa w tym zakresie funkcjonowały również sądy powszechne, sądy specjalne i policyjne sądy doraźne. W przypadkach kolizji postanowień stosowano prawo niemieckie.
Niemieckie sądownictwo na terenie Generalnego Gubernatorstwa włączyło się w realizację dyskryminacyjnych założeń polityki narodowościowej. Stosowano szeroko terror sądowy, wydawanym zbrodniczym decyzjom nadawano pozory praworządności za pomocą stworzonego, wbrew prawu międzynarodowemu, tzw. sądownictwa specjalnego (niem. Sondergerichte). Pod koniec 1941 sytuacja pogorszyła się po wprowadzeniu specjalnego prawa karnego dla Polaków i Żydów. Ten akt prawny przez samych twórców został określony jako drakoński, gdyż bardzo szeroko formułuje stany faktyczne i wszędzie dopuszcza karę śmierci, umożliwiał dowolne wymierzanie kary śmierci niezależnie od wieku „sprawcy”.
Zakres stosowania kary śmierci był stopniowo rozszerzany wydawanymi rozporządzeniami i dekretami, stanowiąc istotny składnik polityki terroru i represji – kara śmierci groziła m.in. za:
- czyny uznane za skierowane przeciwko władzom niemieckim lub osobom narodowości niemieckiej oraz wszelkie przejawy oporu wobec niemieckich władz okupacyjnych, rozporządzenie Hansa Franka z dnia 31 października 1939 (o zwalczaniu czynów gwałtu w Generalnym Gubernatorstwie)[37], kara śmierci stosowana w 5 spośród 9 artykułów
- zarażenie Niemca chorobą weneryczną, rozporządzenie z dnia 20 lutego 1940 (o zwalczaniu chorób wenerycznych w GG)
- niezarejestrowanie się przez oficerów Wojska Polskiego, rozporządzenie z dnia 31 lipca 1940
- za żądanie lub przyjmowanie cen wyższych od maksymalnych przez osoby sprzedające towary na rynku oraz za ukrywanie przedmiotów codziennego użytku, rozporządzenie z dnia 21 stycznia 1940 (o zwalczaniu nadmiernych cen)
- za niedostarczenie kontyngentów przez rolników, rozporządzenie z dnia 11 lipca 1942 (o ochronie zbiorów)
- za ukrywanie Żydów[38], kara śmierci obowiązywała od 1942 i przeprowadzana była często bez wyroku sądu doraźnego, tzw. egzekucją na miejscu zdarzenia (niem. an Ort und Stelle)
- uchylanie się młodzieży od Służby Budowlanej (niem. Baudienst), rozporządzenie z dnia 24 lipca 1943
- za wykroczenia przeciwko ustawom i rozporządzeniom niemieckich władz okupacyjnych, rozporządzenie Hansa Franka z dnia 2 października 1943 (o zamachu na Niemieckie Dzieło Odbudowy). Był to jeden z najbardziej surowych aktów prawnych, który usankcjonował całkowicie zasadę odpowiedzialności zbiorowej, dekret ten stwierdzał m.in.: Osoby narodowości nieniemieckiej, które w zamiarze hamowania lub przeszkadzania Niemieckiemu Dziełu Odbudowy, wykraczają przeciw ustawom, rozporządzeniom i zarządzeniom władz, należy karać śmiercią[39]

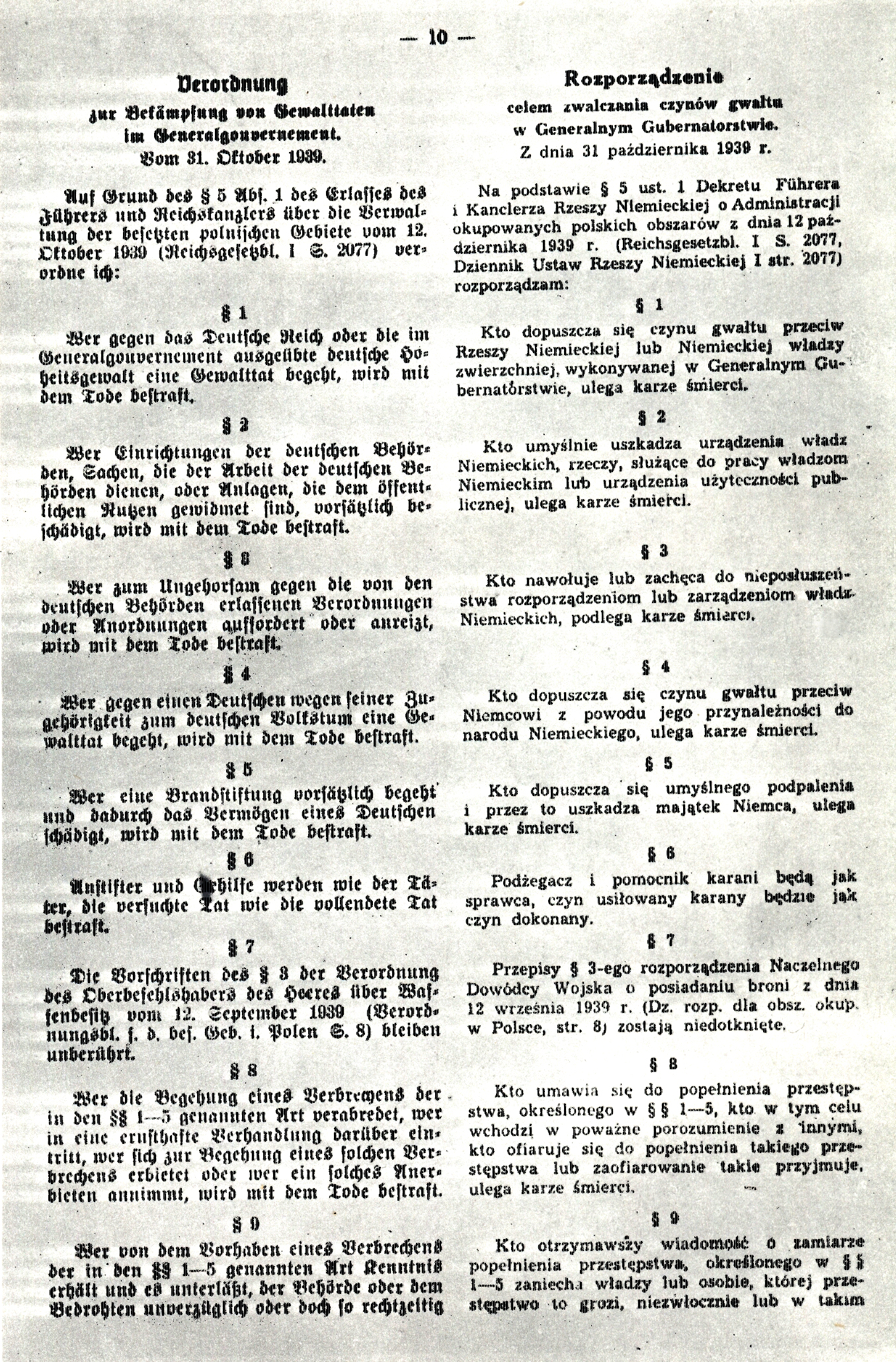
Wykaz czynów karanych śmiercią w zarządzeniu Hansa Franka z 31 października 1939
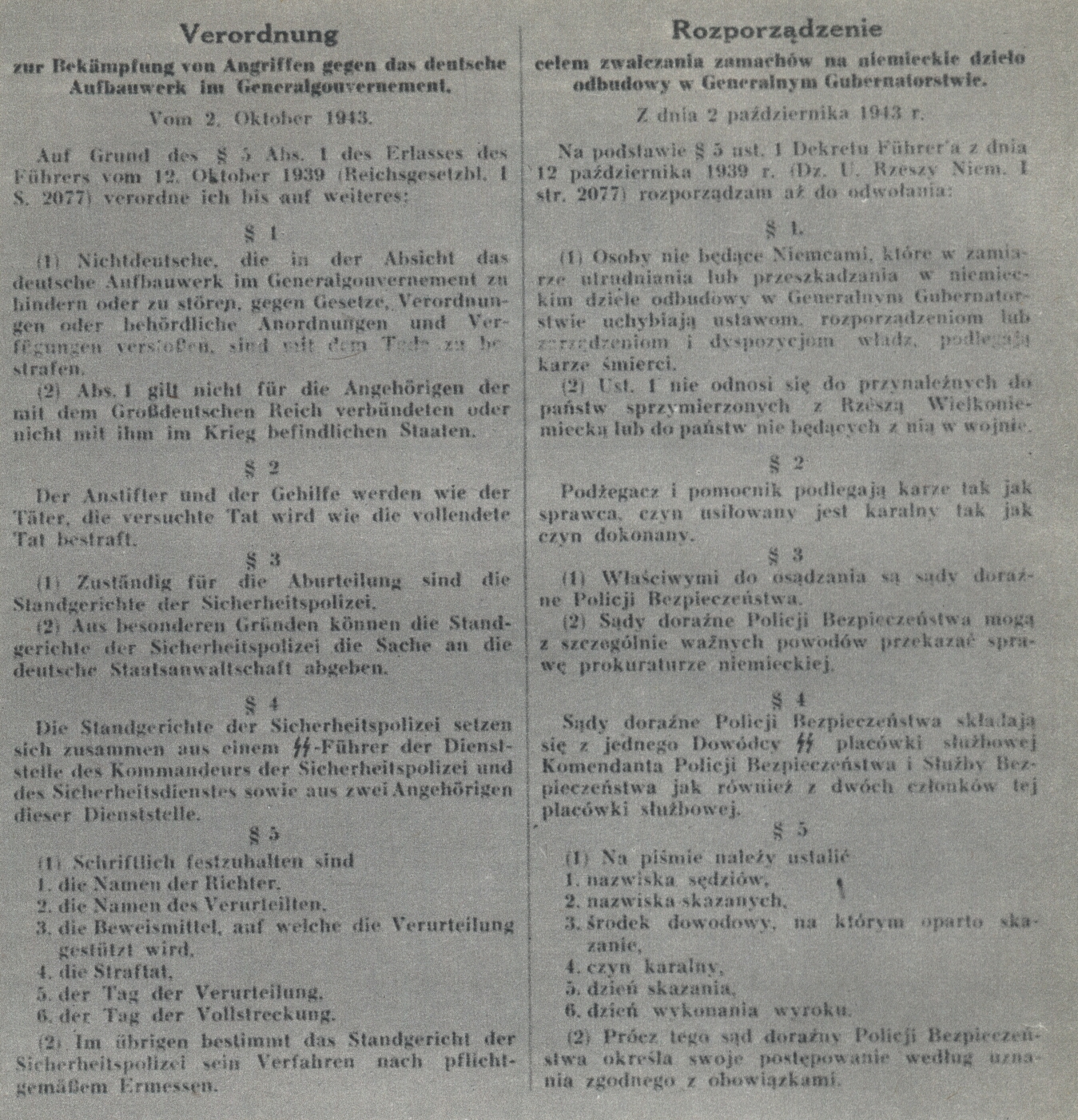
Rozporządzenie Hansa Franka z 2 października 1943 „o zwalczaniu zamachów na niemieckie dzieło odbudowy”
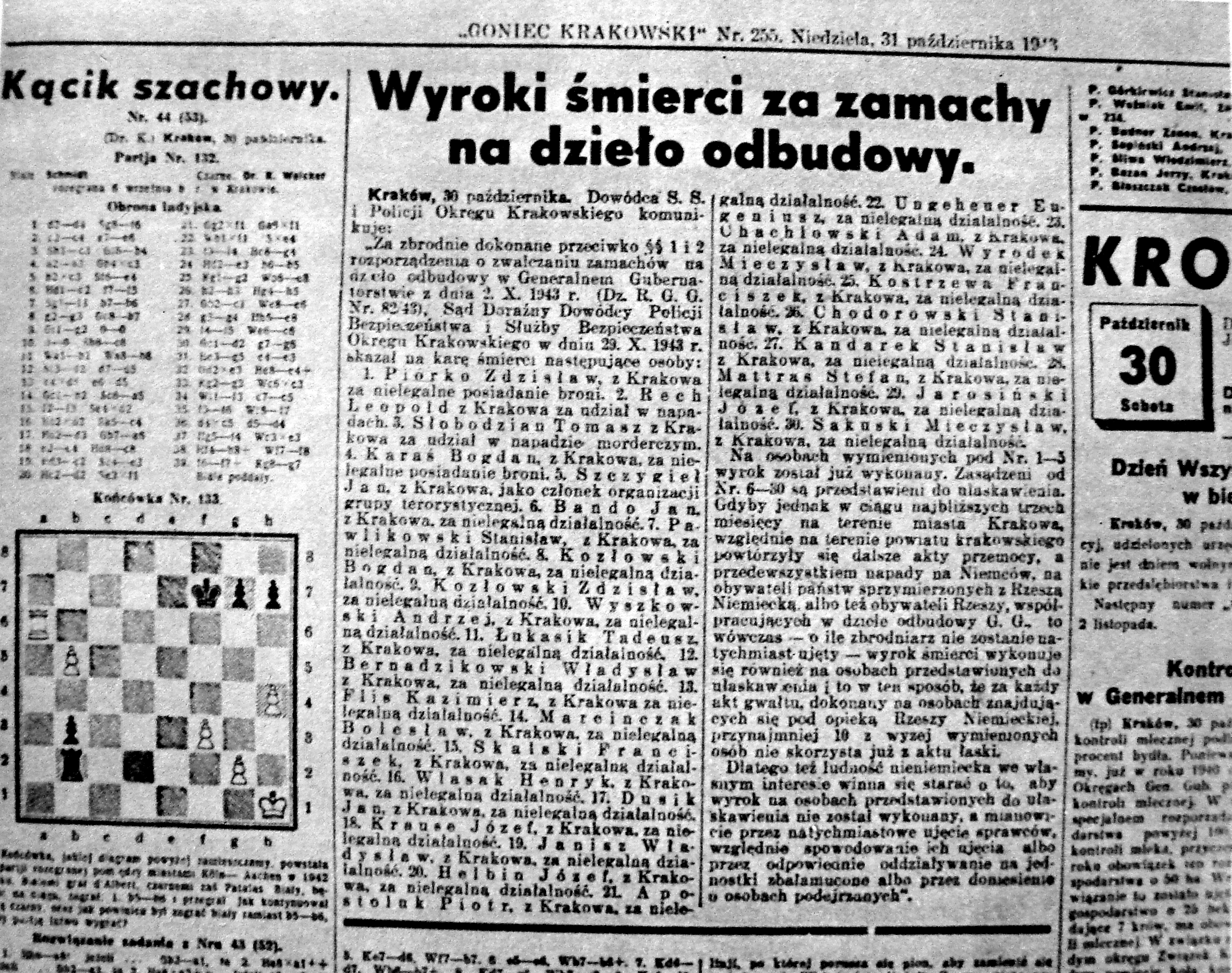
Obwieszczenie o wykonaniu wyroków śmierci za „zamachy na dzieło odbudowy” w codziennej gazecie krakowskiej „Goniec Krakowski”, 1943 r.
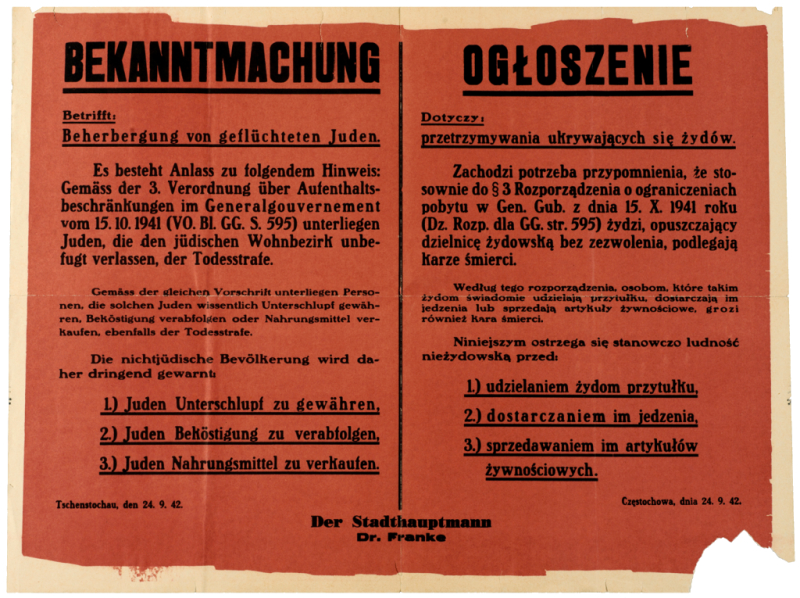
Obwieszczenie okupacyjnych władz Częstochowy grożące śmiercią za pomoc Żydom
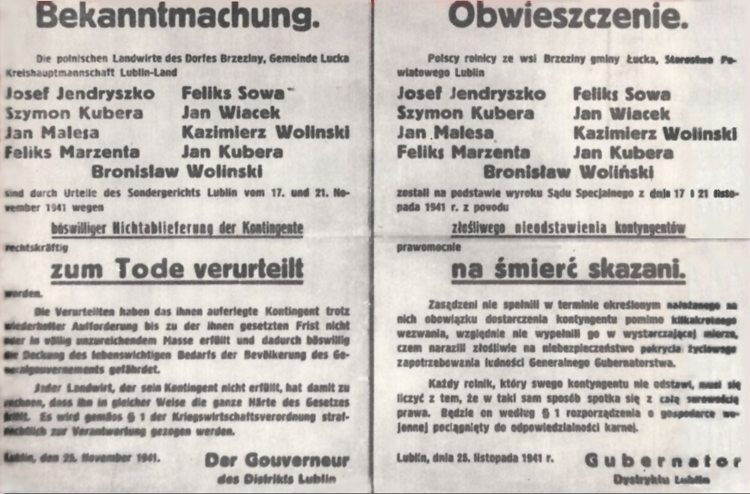
Obwieszczenie z 25.11.1941 o skazaniu na śmierć 9 polskich rolników z Brzezin za niedostarczenie kontyngentów

## Podział administracyjny

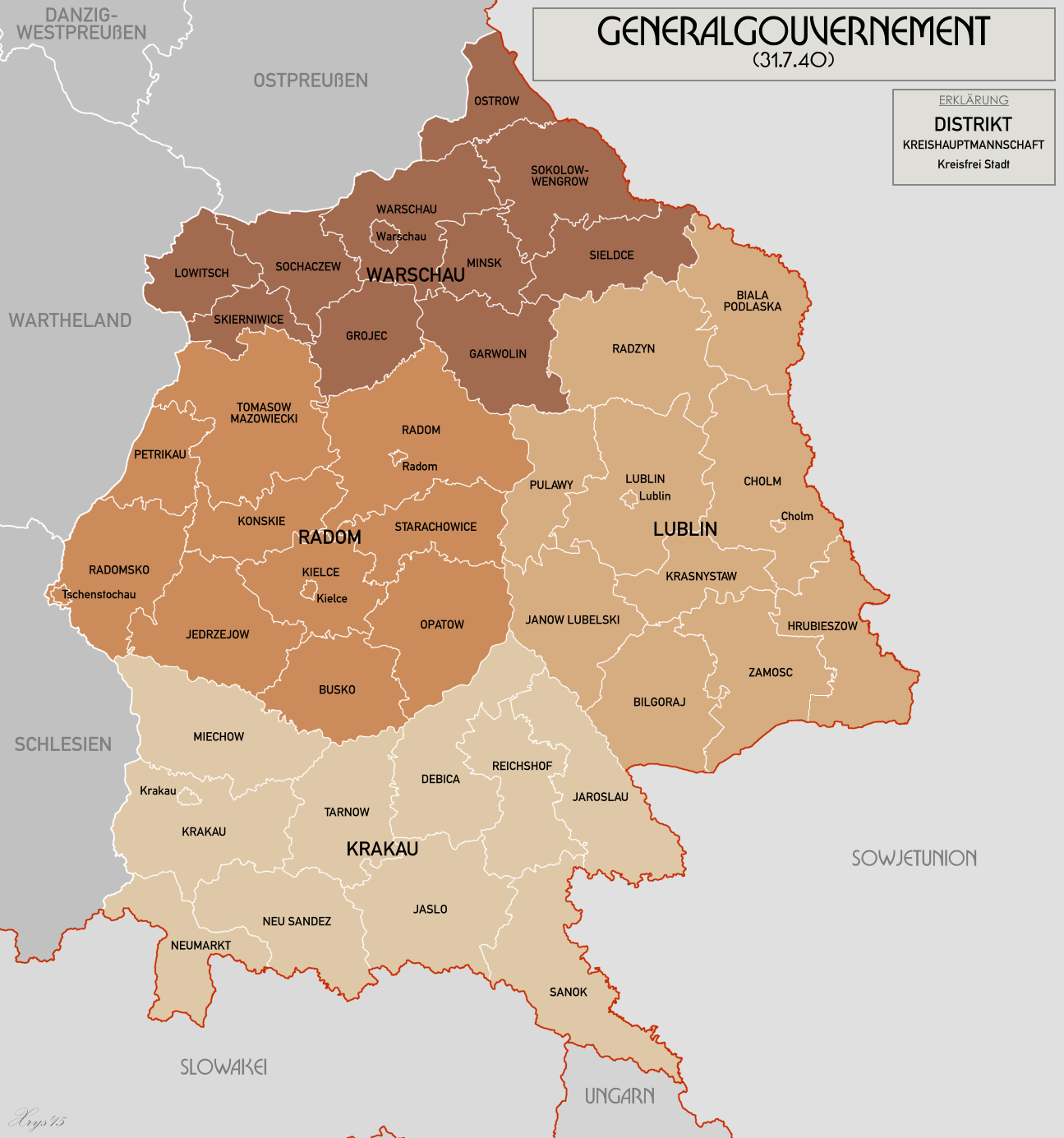
Podział administracyjny GG, stan na 31.07.1940

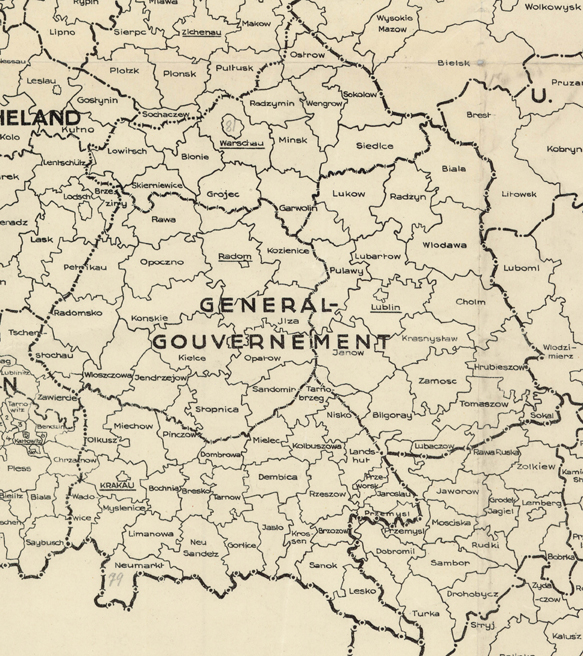
Mapa GG z podziałem na dystrykty (styczeń 1940) uwzględniająca przedwojenne granice powiatów

Generalne Gubernatorstwo podzielono na cztery (później pięć) jednostki administracyjne (dystrykty, niem. Distrikt):
- Krakowski
- Lubelski
- Radomski
- Warszawski
- Galicyjski (od 1 sierpnia 1941)

Dystrykty dzieliły się na powiaty (niem. Kreis). Zlikwidowano polską administrację, pozostawiając tylko polską policję jako jednostkę pomocniczą przy policji niemieckiej oraz sądy rozpatrujące drobne sprawy karne dot. Polaków oraz sprawy cywilne między Polakami. Jednak sądy niemieckie mogły przejąć do swojej właściwości każdą sprawę. Jedyne jednostki samorządowe pozostawione w Generalnym Gubernatorstwie to gminy i sołectwa. Niemcy dopuścili działanie straży pożarnej, PCK, a od roku 1940 Rady Głównej Opiekuńczej.
1 stycznia 1941 weszło w życie rozporządzenie o zmianach obszarów gmin i związków gmin na terenie GG. Rozporządzenie zezwoliło na zmiany granic gmin ze względu na interes publiczny, rozwiązywanie gmin, tworzenie nowych, łączenie gmin lub przyłączanie gmin do gmin już istniejących. Decyzja zmian granic przy gminach przynależnych do powiatu przysługiwała Szefowi Okręgu (ogłoszone w Amtsblatt des Chefs des Distrikts im Generalgouvernement für die Besetzten Polnischen Gebiete), przy związkach gmin i przy miastach wydzielonych Kierownikowi Wydziału Spraw Wewnętrznych przy Urzędzie GG o ile przy tym nie uległy zmianie granice okręgu; w przeciwnym wypadku Generalnemu Gubernatorowi.

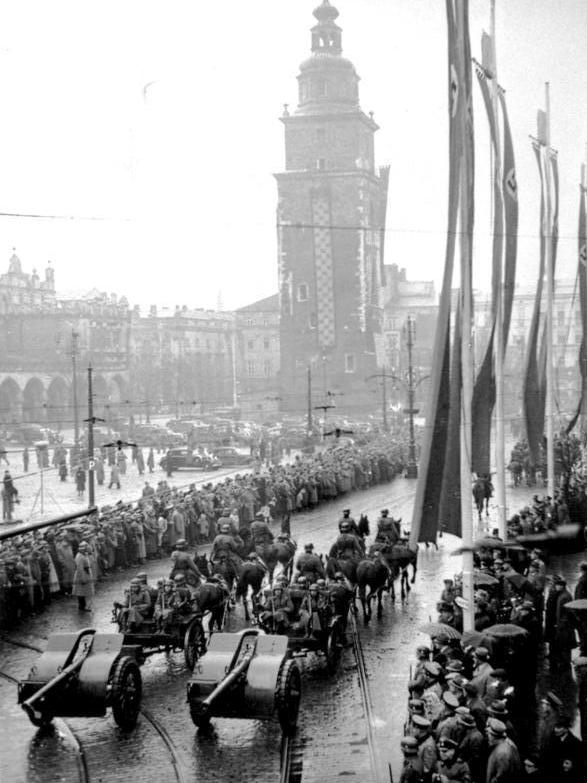
Parada wojsk niemieckich w Krakowie 25 października 1940 r. (niedziela) z okazji pierwszej rocznicy utworzenia GG

### Demografia
Z uwagi na migracje wojenne nie uwzględniane w żadnych statystykach, przymusowe przesiedlenia stosowane przez władze niemieckie na polskich terytoriach okupowanych oraz politykę systematycznej eksterminacji różnych grup ludnościowych precyzyjne określenie struktury demograficznej na terenie Generalnego Gubernatorstwa jest problematyczne.
W dniach od 18 do 28 kwietnia 1940 władze sowieckie wypuściły legalnie do GG 60 tysięcy ludzi, z czego w Przemyślu 25 tysięcy, a we Włodzimierzu Wołyńskim 15 tysięcy.
Według oficjalnych danych niemieckich Generalne Gubernatorstwo obejmowało do czerwca 1941 obszar 94,1 tys. km², który zamieszkiwało 12,1 mln ludności, w tym następujące grupy ludności (według danych z grudnia 1940):
- Polacy – 10 mln[38] (w 1939 liczba Polaków w GG wynosiła 11,38[38] mln)
- Żydzi – 1,35 mln[38] (wymienia się także liczbę 1,5[39] mln w 1940)
- Ukraińcy – 500 tys.[38]
- inne grupy – 300 tys.[38], m.in. Volksdeutsche (do 1939 obywatele polscy narodowości niemieckiej) – 90 tys.[39], Górale (do 1939 obywatele polscy przez Niemców zaliczani do tzw. Goralenvolku) – 80 tys.[39], oraz Rusini

Po ataku III Rzeszy na ZSRR tereny okupowanych wojskowo przez Armię Czerwoną od agresji na Polskę 17.09.1939 i anektowanych przez ZSRR województw: stanisławowskiego, tarnopolskiego oraz części województwa lwowskiego pod nazwą dystryktu galicyjskiego weszły w skład Generalnego Gubernatorstwa na mocy dekretu Hitlera z 1 sierpnia 1941. Wówczas obszar GG wynosił 145,2 tys. km², zamieszkiwany przez 16,6–16,8 mln mieszkańców w tym:
- Polacy – 11,2 mln (10 mln w GG w 1940 oraz ok. 1,1–1,2[42] mln w okupowanych przez ZSRR terytoriach dawnej Galicji Wschodniej – po wywiezieniu przez władze sowieckie nie mniej niż 200 000 Polaków w głąb ZSRR z tego obszaru w latach okupacji 1939–1941).
- Żydzi – 1,9 mln (1,35 mln w GG w 1940 oraz ok. 0,55 mln w Galicji Wschodniej)[42] Oficjalne dane niemieckie różnią się od deklaracji Generalnego Gubernatora Hansa Franka, który na posiedzeniu rządu GG w dniu 16 grudnia 1941 stwierdził, iż liczebność Żydów na terenie Generalnego Gubernatorstwa wynosi 2,5 mln.
- Ukraińcy i Rusini – 3,7 mln (530 000 Ukraińców w GG w 1940 oraz ok. 3,2[42] mln) w Galicji Wschodniej (okupowanej przez ZSRR w latach 1939–1941).

Do 1943 na terenie Generalnego Gubernatorstwa osiedlono dodatkowo ok. 330 tys. kolonistów niemieckich. Liczba Żydów w 1943, systematycznie zwożonych na teren GG z krajów okupowanych Europy i z pozostałych okupowanych ziem polskich (wcześniej w 1942 na terenie Generalnego Gubernatorstwa wymordowano ok. 2 mln Żydów w ramach Akcji Reinhardt), wynosiła 1,5 mln osób.
W czasie okupacji niemieckiej o wpis na Volkslistę ubiegało się ok. 1 800 000 obywateli polskich, przeważnie z terenów Rzeczypospolitej anektowanych przez III Rzeszę. Rząd Rzeczypospolitej Polskiej na uchodźstwie i władze Polskiego Państwa Podziemnego akceptowały przyjmowanie Volkslisty na ziemiach anektowanych (przede wszystkim na Śląsku i Pomorzu) jako środka mającego uchronić ludność polską na tych terenach od przymusowego wysiedlenia do Generalnego Gubernatorstwa i innych represji policyjnych okupanta.

## Władze Generalnego Gubernatorstwa

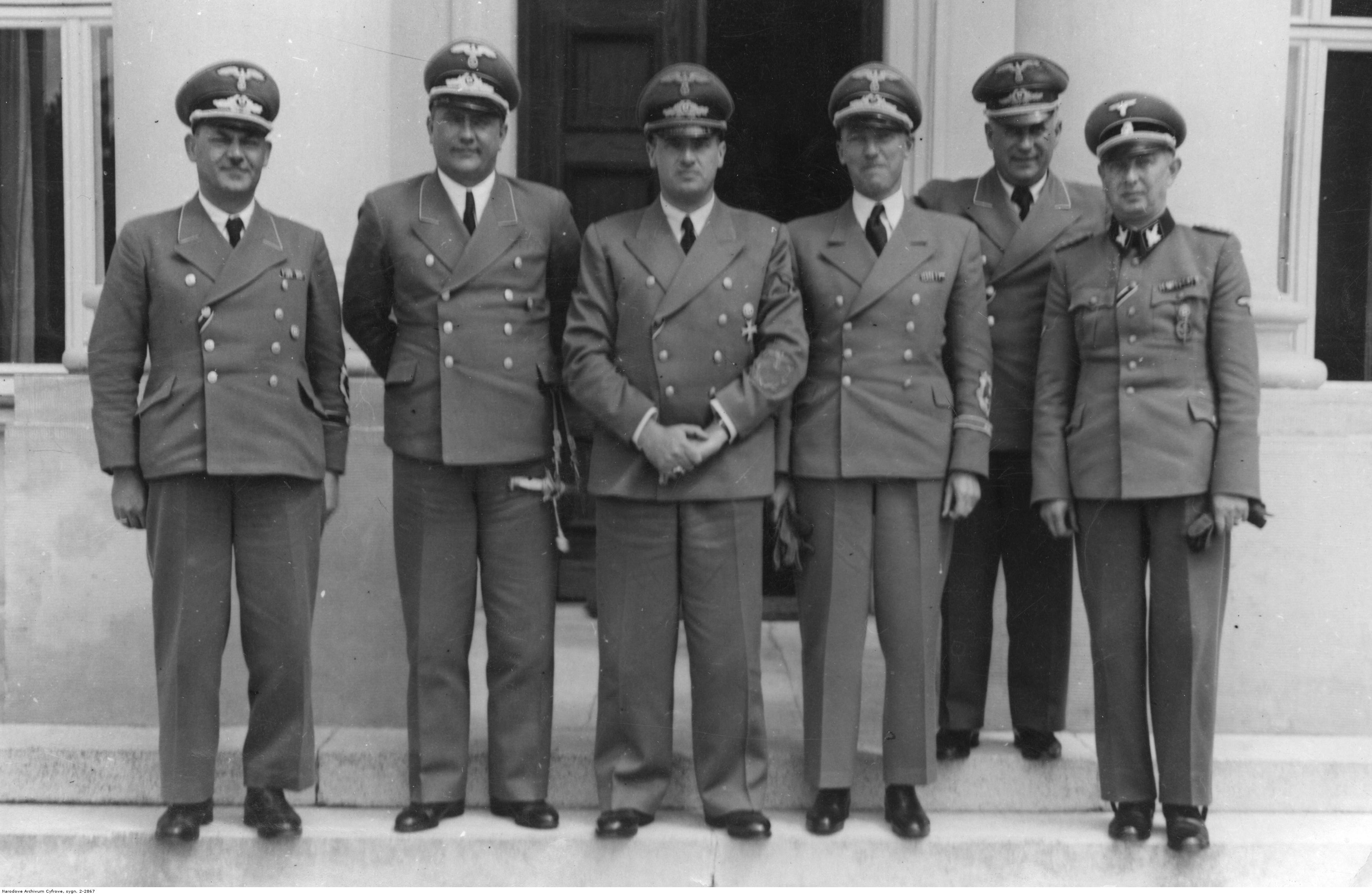
Władze GG, od lewej Ernst Kundt, Ludwig Fischer, Hans Frank, Otto Wächter, Ernst Zörner, Richard Wendler

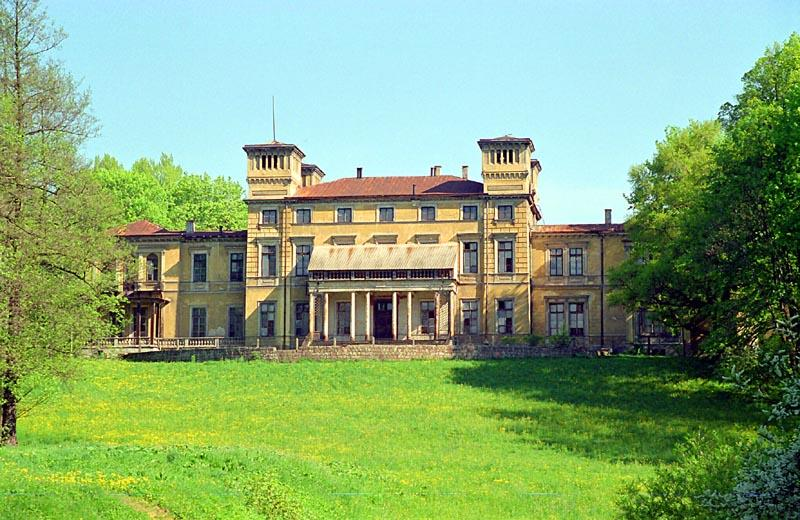
Pałac Potockich w Krzeszowicach, rezydencja Hansa Franka do roku 1944

Naczelną władzę sprawował generalny gubernator (niem. Generalgouverneur), mający swą siedzibę w Krakowie. Warszawa została zredukowana do roli siedziby władz dystryktu warszawskiego. Generalny Gubernator sprawował władzę przy pomocy Urzędu Generalnego Gubernatora (niem. Amt des Generalgouverneurs), przemianowanego 9 grudnia 1940 r. na rząd Generalnego Gubernatorstwa (Regierung des Generalgouvernements). Główny urząd Generalnego Gubernatorstwa mieścił się od 1940 roku w budynkach Akademii Górniczo-Hutniczej w Krakowie
Stanowisko generalnego gubernatora przez cały czas istnienia pełnił Hans Frank. Jego zastępcą i sekretarzem stanu w rządzie Generalnego Gubernatorstwa był początkowo Arthur Seyss-Inquart, a od maja 1940 r. Josef Bühler.

### Aparat policyjny i bezpieczeństwa
Rozbudowany aparat policyjny i bezpieczeństwa był głównym wykonawcą niemieckiej polityki okupacyjnej. Policja i żandarmeria przeprowadzały łapanki na roboty przymusowe do Rzeszy, ściągały obowiązkowe kontyngenty żywnościowe, stosując przy tym różnorakie represje, wykonywały egzekucje, przeprowadzały także pomniejsze akcje wymierzone w ruch oporu na terenie GG.

## Miejscowości pozbawione praw miejskich
Na terenie Generalnego Gubernatorstwa wiele miejscowości utraciło prawa miejskie (oprócz ukraińskiej części dystryktu Galicja).
- Dubienka (1588; lubelskie)
- Janów Podlaski (1465–1870 i od 1915; lubelskie)
- Uście Gorlickie (1512; małopolskie)
- Domaradz (XV wiek; podkarpackie)
- Grodzisko-Miasteczko (1740; podkarpackie)
- Jawornik Polski (1472, od 2024 znów miasto; podkarpackie)
- Kalwaria Pacławska (XVII wiek; podkarpackie)
- Krasiczyn (XVII wiek; podkarpackie)
- Krzywcza (1398; podkarpackie)
- Oleszyce (1576; od 1989 znów miasto; podkarpackie)
- Tyrawa Wołoska (XVIII wiek; podkarpackie)
- Ustrzyki Dolne (1727; od 1952 znów miasto; po II wojnie światowej miasto znalazło się w ZSRR, gdzie zostało pozbawione praw miejskich. W 1951 powróciło do Polski na podstawie umowy o zamianie granic, pozostając miastem (oficjalnie od 1952). W Polsce owa doraźna utrata praw miejskich nie jest uwzględniana; podkarpackie)

Wiele miast w innych województwach zostało pozbawione praw miejskich z powodu dużych zniszczeń.

## Kolaboracja

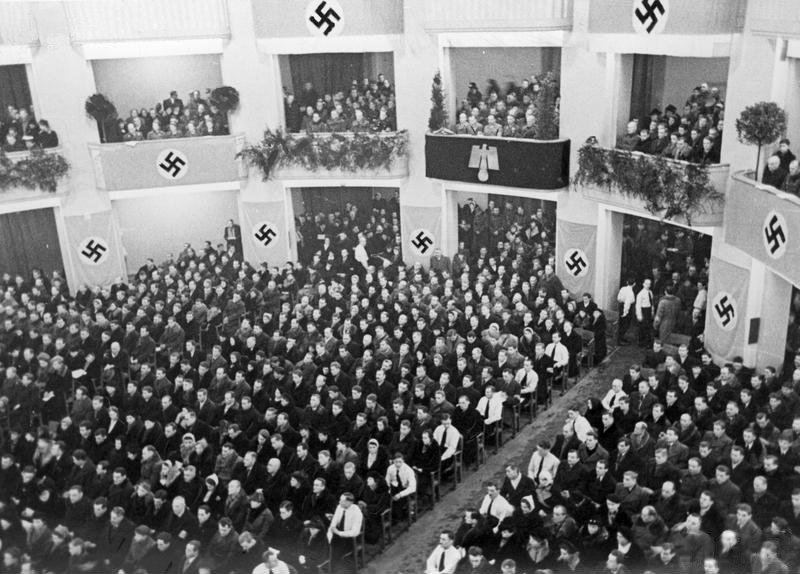
Wiec warszawskich volksdeutschów w sali teatru Roma w 1940 roku

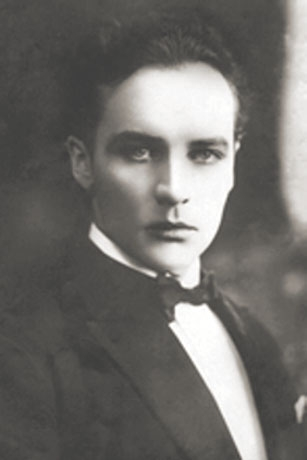
Igo Sym, na którym na mocy wyroku Wojskowego Sądu Specjalnego ZWZ za współpracę z Gestapo został 7 marca 1941 wykonany wyrok śmierci

W Polsce nie doszło do utworzenia kolaboracyjnych struktur władzy (rządu, struktur wojskowych ani polskich jednostek Waffen-SS), co stanowiło wyjątek wśród państw europejskich okupowanych przez III Rzeszę. Niemcy nigdy nie zaproponowali konkretnej oferty utworzenia rządu kolaboracyjnego, nie było też gotowości ze strony polskich elit do współdziałania.
Niektórzy działacze lub mniej znaczące organizacje były zaangażowane w kolaborację ideologiczną, m.in. Feliks Burdecki, Jan Emil Skiwski, Narodowa Organizacja Radykalna, Goralenvolk, Ukraiński Komitet Centralny.
Największą skalę kolaboracja z niemieckim okupantem przybrała wśród przedwojennych obywateli polskich zrzeszonych w różnych organizacjach mniejszości niemieckiej zaliczonych przez nazistów do volksdeutschów. Rekrutowali się oni głównie spośród członków jawnie narodowosocjalistycznych organizacji działających w przedwojennej Polsce, jak Partia Młodoniemiecka w Polsce (niem. Jungdeutsche Partei in Polen skrót JDP) działałająca na terenie całej Polski; Zjednoczenie Niemieckie (niem. Deutsche Vereinigung, DtV) działające na (Pomorzu Gdańskim); Deutscher Volksbund (Śląsk) i Deutscher Volksverband (Łódzkie). W sumie zrzeszały one 25% mniejszości niemieckiej mieszkającej na terenie II RP. Z organizacji tych Niemcy utworzyli w okupowanej Polsce początkowo Volksdeutscher Selbstschutz przekształcony w 1940 roku w Sonderdienst.
Po wprowadzeniu władz wyłącznie niemieckich zaadaptowano niektóre instytucje państwa polskiego do aparatu bezpieczeństwa i administracji (lub stworzono w tym celu nowe struktury) – np. polską policję zwaną „granatową”, która była jednak całkowicie podporządkowana Niemcom.
Od sierpnia 1942 tworzono także jednostki policji pomocniczej (głównie na Wschodzie) określane mianem „Schutzmannschaften” (oddziały ochrony), złożone z miejscowej ludności polskiej (Batalion Policyjny nr 202 i Batalion Policyjny nr 107) i ukraińskiej (zob. Ukraińskie bataliony Schutzmannschaft). Utworzono również Ukraińską Policję Pomocniczą oraz żydowską Jüdischer Ordnungsdienst.
3 maja 1940 gubernator Frank oświadczył, że Ukraińcy mogą zatrzymać cerkiew, kulturę, język, organizacje samopomocowe, ale muszą okazać lojalność. Mogą być przyjmowani do policji państwowej lub gminnej. Natomiast odrzucił zdecydowanie dążenia do stworzenia państwa ukraińskiego.
Występowały również przypadki kolaboracji na płaszczyźnie wojskowej: Brygada Świętokrzyska NSZ-ONR pod dowództwem Antoniego Szackiego (jedyna polska jednostka, która zanotowała powszechnie znany i potwierdzony fakt kolaboracji z III Rzeszą podczas II wojny światowej), Legion Ukraiński pod dowództwem Romana Suszki, bataliony: „Nachtigall” i „Roland” pod nominalnym dowództwem Romana Szuchewycza i Jewhena Pobihuszczego oraz ukraińska 14 Dywizja Grenadierów Waffen SS. Fiaskiem skończyły się natomiast próby stworzenia Goralischer Waffen SS Legion oraz polskich sił zbrojnych.
Jednym z głównych zadań specjalnych oddziałów Einsatzgruppen była eksterminacja Żydów. Starano się przy tym, aby do zabijania Żydów przyłączała się miejscowa ludność ukraińska, litewska, polska lub białoruska.
Niebezpiecznym przykładem współpracy z okupantem stało się donosicielstwo, które spowodowało iż ok. 33% aresztowań dokonanych przez niemiecki aparat bezpieczeństwa spowodowanych było dostarczaniem tego typu informacji. Według szacunków jednego z autorów wykonanych w 1964, w całym dystrykcie krakowskim w kartotekach niemieckich ujętych było ponad 5000 donosicieli. Z czasem większość dekonspiracji oddziałów polskiego podziemia (określanych jako tzw. „wsypy”) spowodowanych było donosami – przeciwdziałano temu niezwłocznym likwidowaniem konfidentów, do czerwca 1944 zlikwidowano w ten sposób prawie 2000 osób zajmujących się donosicielstwem.
Główny Urząd Bezpieczeństwa Rzeszy z satysfakcją donosił w 1943 r., że od września „trwa planowa akcja ugrupowań narodowopolskich przeciw bandom komunistycznym”, a policja bezpieczeństwa „wielokrotnie była adresatem różnych propozycji tychże ugrupowań”, określających swe cele jako „wyniszczenie elementów komunistycznych, żydowskich i kryminalnych”. RSHA cytował w swych raportach również konkretne przypadki antykomunistycznych akcji.
Za kolaborację powszechnie uznawano kontakty towarzyskie z okupantem czy stosunki seksualne (w tym prostytucję) uprawiane z Niemcami.
Konfidentom Gestapo udało się przeniknąć do organizacji Miecz i Pług, starali się również przenikać do AK (patrz Nadwywiad). Ruch oporu likwidował także tzw. szmalcowników, czyli osoby wymuszające okup na ukrywających się Żydach i udzielających im pomocy Polakach lub donoszące na nich Niemcom za pieniądze. Pracownicy polscy, którzy zaangażowali się we współpracę w niemieckim aparacie propagandowym (np. w polskojęzycznej prasie niemieckiej lub współpracując w realizacji niemieckich filmów propagandowych i spektakli, np. aktor Bogusław Samborski, Halina Rapacka), w większości motywowani byli czynnikami ekonomicznymi. Niektórych z nich eliminowano za udowodnioną współpracę z Niemcami, w 1941 r. wykonano w ten sposób wyrok śmierci na konfidencie Gestapo, aktorze Igo Symie. W październiku 1942 r. Delegat Rządu na Kraj napiętnował osoby pomagające Niemcom w wyniszczaniu narodu polskiego jako zdrajców, wzywając ich do opamiętania się i ostrzegając przed konsekwencjami ich działalności (włącznie z karą śmierci).
Współpraca gospodarcza z okupantem z czasem przybierała coraz większe rozmiary, jednak następowało to często za zgodą organizacji konspiracyjnych i przeważnie nie nosiła ona znamion kolaboracji (jako reakcja np. na powszechne zbiednienie społeczeństwa i tragiczną sytuację zaopatrzeniową). Umożliwiający zdobycie niedostępnych na rynku artykułów tzw. „czarny rynek” opierał się w większości na skorumpowanym niemieckim aparacie okupacyjnym, a organizowanie fikcyjnego (tzw. „lipnego”) zatrudnienia we współpracujących gospodarczo z Niemcami polskich przedsiębiorstwach dawało możliwość uzyskania legalnych dokumentów. Margines otaczany społeczną dezaprobatą stanowiło korzystanie z wywłaszczonego majątku żydowskiego i współpraca w tym celu z komisarzami niemieckimi (niem. Treuhander). Z czasem relacje gospodarcze wykorzystywano do doraźnej walki z okupantem – za zachowania patriotyczne zaczęły uchodzić kradzieże w miejscach pracy (traktowane jako sabotaż), przemyt oraz każde fałszerstwo czy kradzież dokonane na szkodę okupanta.

## Poczta w Generalnym Gubernatorstwie
W październiku 1939 r. generalny gubernator powołał Niemiecką Pocztę Wschód (Deutsche Post Osten), która przejęła cały majątek i wszelkie prawa przedwojennego przedsiębiorstwa państwowego Polska Poczta, Telegraf i Telefon. Kierownictwo miało siedzibę w Krakowie. Jak podaje Tomasz Chronowski: W placówkach Deutsche Post Osten obowiązywało prawo pocztowo-telegraficzne III Rzeszy. Sieć placówek poczty niemieckiej tworzyły:
- urzędy pocztowe I klasy samodzielne, obsługiwane przez niemiecki personel;
- urzędy pocztowe II klasy z personelem niemieckim;
- biura pocztowe, które zatrudniały także Polaków;
- agencje pocztowe obsługiwane przez Polaków; pośrednictwa pocztowe z polskim personelem.

„W grudniu 1939 r. na terenie Generalnego Gubernatorstwa funkcjonowało 1961 placówek Deutsche Post Osten, w których było zatrudnionych 3400 Niemców, 14000 Polaków i 300 Volksdeutschów. Władze niemieckie wydały rozporządzenie wzywające pracowników Poczty Polskiej do natychmiastowego podjęcia pracy w placówkach Niemieckiej Poczty Wschód. Za niewykonanie tego zarządzenia groziło im aresztowanie i deportacja na przymusowe roboty do Rzeszy.”
„Przesyłanie listów ludności cywilnej za pośrednictwem poczty niemieckiej wznowiono dopiero w połowie listopada 1939 r. Korespondencja listowa podlegała cenzurze. Surowa cenzura dotyczyła nie tylko korespondencji z jeńcami wojennymi, ale także wysiedlonymi, więzionymi i wywiezionymi na roboty przymusowe do Rzeszy. Polakom skonfiskowano odbiorniki radiowe, aby w ten sposób uniemożliwić antyniemieckim rozgłośniom radiowym oddziaływanie na ludność polską. Posiadanie odbiornika radiowego i słuchanie audycji radiowych groziło śmiercią lub obozem koncentracyjnym.”
Od października 1943 Generalne Gubernatorstwo zostało włączone do ogólnoniemieckiego systemu kodów pocztowych z oznaczeniem 7a.

### Znaczki pocztowe
Niemiecka Poczta Wschód wydawała własne znaczki:
- w grudniu 1939 wprowadzono do obiegu znaczki niemieckie z wizerunkiem Hindenburga opatrzone nadrukiem polskiego nominału z napisem „Deutsche Post Osten”,
- na wiosnę 1940 polskie znaczki przedwojenne z nadrukiem „Generalgouvernement”,
- następnie w 1940 ukazały się znaczki z dopłatą na Niemiecki Czerwony Krzyż, oraz osobna seria z dopłatą na Niemiecką Pomoc Zimową (Winterhilfswerk WHW),
- do jesieni 1944 ukazało się około 125 pozycji opracowanych między innymi przez prof. Wilhelma Dachauera(inne języki),
- ostatni znaczek z 1944 (gdy Armia Czerwona stała już nad Wisłą), wydano z okazji 5. rocznicy utworzenia Generalnego Gubernatorstwa.[59]

## Oświata i kultura

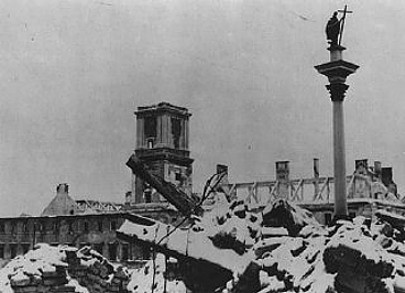
Zamek Królewski w Warszawie wyrabowany przez Niemców, z celowo usuniętym dachem, zima 1939/40

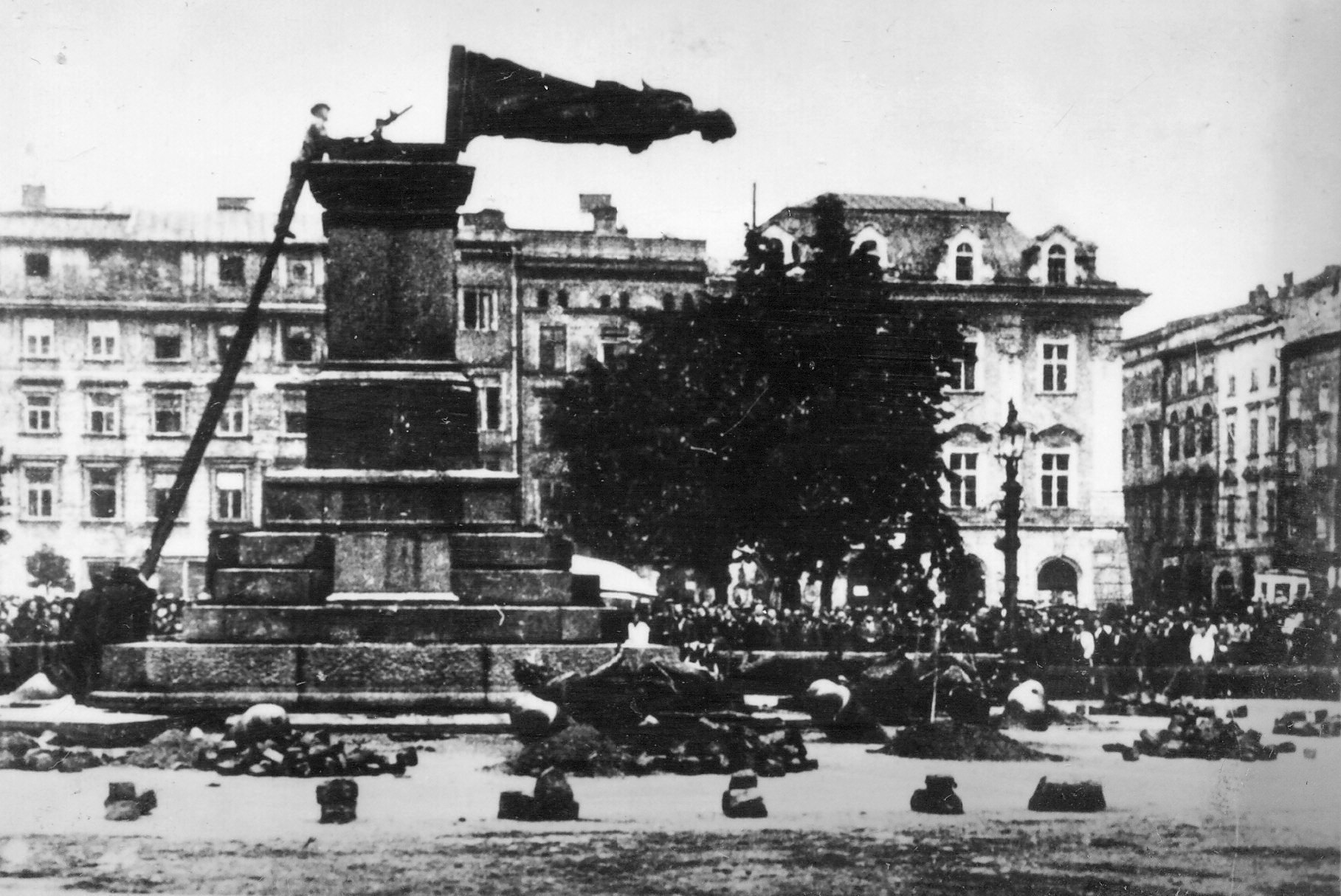
Demontaż przez Niemców pomnika Adama Mickiewicza, Rynek Główny w Krakowie (17 sierpnia 1940)

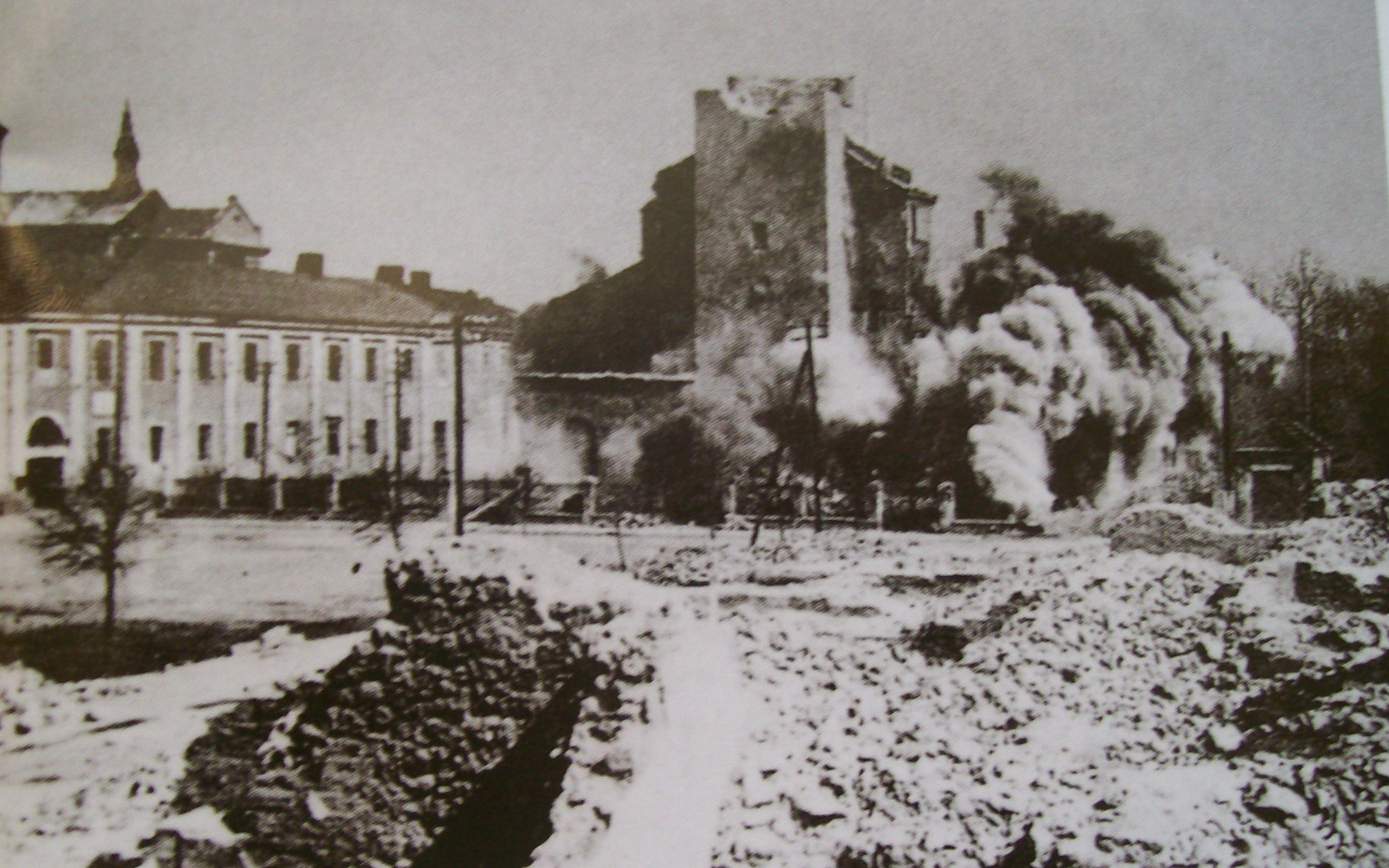
Niemcy wysadzają w powietrze kościół pw. św. Michała w Wieluniu 1940

Okupacyjne władze niemieckie Generalnego Gubernatorstwa podejmowały działania mające na celu uniemożliwienie rozwoju kulturalnego ludności polskiej w szerokim zakresie, główne wytyczne w tym zakresie zawierał program polityki narodowościowej autorstwa dr. E. Wetzla i dr. G. Hechta opracowany przez Urząd do spraw Rasowo-Politycznych NSDAP z 25 listopada 1939, oparty na wytycznych Adolfa Hitlera przedstawionych na konferencji w niemieckim Ministerstwie Spraw Wewnętrznych w dniu 23 listopada 1939. Dokument stwierdzał m.in.:
„Uniwersytety i inne szkoły wyższe, szkoły zawodowe, jak i szkoły średnie były zawsze ośrodkiem polskiego szowinistycznego wychowania i dlatego powinny być w ogóle zamknięte. Należy zezwolić jedynie na szkoły podstawowe, które powinny nauczać jedynie najbardziej prymitywnych rzeczy: rachunków, czytania i pisania. Nauka w ważnych narodowo dziedzinach, jak geografia, historia, historia literatury oraz gimnastyka, musi być zakazana”.
W listopadzie przystąpiono do praktycznej realizacji tego programu, niemieckie władze Generalnego Gubernatorstwa zarządziły zamknięcie szkół średnich ogólnokształcących i zawodowych. Hans Frank wydał polecenie pozostawienia Polakom tylko takich możliwości edukacyjnych, które ukazałyby im beznadziejność ich położenia jako narodu. Kierownika polskiego Ministerstwa Oświaty, K. Szelągowskiego wraz z kilkoma wyższymi urzędnikami tego ministerstwa wywieziono do obozu koncentracyjnego w Sachsenhausen. Następnie zlikwidowano szkoły wyższe i średnie. Decyzją generalnego gubernatora Franka z 18 czerwca 1940 wznowiono działalność części szkół podstawowych i zawodowych z programem nauczania do poziomu niemieckiego wyszkolenia technicznego. Wprowadzono dla wszystkich obowiązek nauki w szkołach zawodowych przez 2–3 lata, dopiero później można było ubiegać się o przyjęcie do szkoły fachowej. W końcu 1940 znajdowało się w sieci okrojonego szkolnictwa podstawowego jedynie 30% liczby szkół i 28% liczby uczniów w stosunku do okresu przed okupacją niemiecką, głównie z powodu zubożenia społeczeństwa spowodowanym trudnościami gospodarczymi, brakiem środków komunikacji, zamykaniem szkół w okresach zimowych z powodu braku energii, wydalaniem polskich nauczycieli ze szkolnictwa oraz zajmowaniem części szkół przez wojsko niemieckie.
Dodatkowe drastyczne rozwiązania w sferze edukacji zaproponował Heinrich Himmler w dokumencie z dnia 15 maja 1940, w którym proponuje aby na terenie Polski pozostały jedynie czteroklasowe szkoły powszechne, uczono by w nich liczenia do 500, pisania nazwiska i wpajano by zasadę, iż nakazem bożym ludności polskiej jest posłuszeństwo wobec Niemców, uczciwość, pilność i grzeczność. Nie byłoby konieczne, aby ludność polska potrafiła czytać.
Odrębną politykę oświatową władze Rzeszy prowadziły wobec ludności ukraińskiej Generalnego Gubernatorstwa (która znajdowała się w pozycji uprzywilejowanej w stosunku do Polaków). Po roku 1941 utworzonych zostało m.in. 12 nowych szkół gimnazjalnych w dystrykcie galicyjskim (do 17 września w okresie II RP na terenach tych były tylko 4 gimnazja ukraińskie) oraz stworzono możliwość kontynuowania nauki na poziomie szkół wyższych w całej III Rzeszy (zob. Bohdan Osadczuk). Ukraińcy uzyskali również możliwość tworzenia własnych narodowych kuratoriów oświaty dla szkół.

## System finansowy
Jak stwierdził Andrzej Gójski:
Reichsbank był przeciwny wprowadzaniu waluty niemieckiej w Generalnej Guberni ze względu na niepożądany wzrost obrotu pieniężnego. Wobec tego do organizowania obrotu pieniężnego powołano Kredytowe Kasy Rzeszy Niemieckiej (Reichskreditkassen, RKK).
Pierwszą siedzibą RKK była Łódź, gdzie już we wrześniu 1939 członkiem zarządu został przeniesiony z Gdańska prezes tamtejszego banku Carl-Anton Schaefer. Po przeniesieniu władz Generalnej Guberni do Krakowa organizowano dalsze Kasy w większych miastach Gubernatorstwa. Wszystkie te Kasy zostały rozwiązane w maju 1940 roku. Emitowały one asygnaty nominowane w reichsmarkach. Asygnaty zostały podniesione do rangi prawnego środka płatniczego na terenach zajętych przez wojska niemieckie; zastosowano kurs wymiany 1 RM = 2 zł.
W niemieckiej polityce gospodarczej wobec tego terenu brakowało miejsca na działalność polskich instytucji kredytowych. Okupant nastawiony był przede wszystkim na osiągnięcie doraźnych korzyści, głównie w wyniku rabunku. W bankowości służyły temu między innymi tzw. Devisenschutzkommando, które miały za zadanie „zabezpieczenie” wszelkich wartości dewizowych przechowywanych w polskich bankach. Zgodnie z ideologią nazistowską pierwszą falę represji skierowano przeciwko ludności żydowskiej. Przede wszystkim starano się usunąć z gospodarki osoby, które w myśl ustaw norymberskich formalnie nieobowiązujących jeszcze na terenie GG uznawano za żydów. Jeszcze przed wprowadzeniem jakichkolwiek przepisów rozpoczęto odbieranie mienia ludziom pochodzenia żydowskiego.
W Generalnym Gubernatorstwie zachowano dotychczasową walutę – złoty. Urzędowy kurs ustanowiono na poziomie 2 zł = 1 reichsmark, uprzywilejowując w ten sposób markę niemiecką. Po przyłączeniu do GG dystryktu Galicja przyjęto kurs wymiany 1 zł = 5 rubli. W następnych latach powiększała się dysproporcja na niekorzyść złotego, na czarnym rynku płacono za reichsmarkę kolejno 4 złote (1941–1942) i 3 złote (1943), aby w 1944 powrócić do kursu 1,8 złotego za markę. Banknoty Banku Polskiego podlegały wymianie w stosunku 1:1 na nowe banknoty okupacyjne emitowane przez Bank Emisyjny w Polsce, założony przez Niemców w Krakowie.

### Niemiecka polityka bankowa w GG
W zmiennych kolejach wojny polityka bankowa przyjmowała różne formy. Andrzej Gójski wyróżnia następujące etapy:
- Początkowo od września do listopada 1939 roku okupant podejmował próby likwidacji polskich instytucji kredytowych. W pierwszej kolejności zlikwidowano i obrabowano żydowskie spółdzielnie kredytowe oraz domy bankowe. W większych bankach zwalniano pracowników (przede wszystkim pochodzenia żydowskiego), ograniczano płace i zawieszano lub ograniczano wypłaty. Jednocześnie na polskim rynku bankowym pojawiły się filie banków niemieckich, a Dresdner Bank odzyskał utracone, na mocy przedwojennej decyzji polskiego Ministerstwa Skarbu, wpływy w Banku Komercjalnym.
- Od listopada 1939 do kwietnia 1940 r. wprowadzano nowe elementy systemu bankowego, który, podobnie jak przemysł i rolnictwo, miał wspierać gospodarkę Niemiec. Dnia 15 grudnia 1939 utworzono Bank Emisyjny w Polsce. Obok PCK, była to jedyna instytucja w GG, której oficjalna nazwa zawierała nazwę Polski. W połowie grudnia powołano Urząd Nadzoru Bankowego (UNB), jednak instytucje te zaczęły działać dopiero po kilku miesiącach. Utworzono nowy Związek Banków (Verband der Finanzinstitute) w Generalnym Gubernatorstwie.
  - Uruchomiono Bank Gospodarstwa Krajowego, Państwowy Bank Rolny tudzież Bank Akceptacyjny. Instytucje, które nie otrzymały zezwolenia na prowadzenie działalności, faktycznie znalazły się w stanie likwidacji, jak na przykład Pocztowa Kasa Oszczędności. Szerokie kręgi ludności straciły przedwojenne wkłady w PKO.
  - Nadal istniał przedwojenny Bank Polski. Powodem były nadzieje Niemców na odzyskanie złota tego banku wywiezionego na tereny zamorskie Francji.
  - W połowie grudnia 1939, wobec zamknięcia giełdy, rozwinął się nieoficjalny handel polskimi papierami wartościowymi metodą z ręki do ręki. Dopiero w końcu stycznia 1940 niemieckie władze okupacyjne wydały zezwolenie na prowadzenie przez banki biur komisowej sprzedaży i kupna papierów wartościowych.
  - Na początku 1940 roku pojawiły się na terenie GG duże ilości przedwojennych banknotów złotych, które zostały wycofane z obiegu na terenach przyłączonych do Rzeszy oraz na terenach zajętych przez Związek Sowiecki. Aby zapobiec inflacji, niemieckie władze okupacyjne w GG nakazały banknoty 100- i 500-złotowe zdeponować w banku, jednak od 1 lutego 1940 wprowadzono do obiegu ponownie banknoty 100-złotowe opatrzone nadrukiem Generalgouvernement für die besetzten polnischen Gebiete. Naturalnie nie wszyscy oddali te banknoty władzom niemieckim, toteż wkrótce pojawiły się stuzłotówki z nadrukiem wykonywanym poza obiegiem bankowym.
- Od kwietnia 1940 do maja 1942 r. nastąpiła względna stabilizacja w bankowości GG. Nadal głównym celem polityki bankowej było wspieranie niemieckiej gospodarki wojennej. W kwietniu 1940 uruchomiono formalnie powołany jeszcze w 1939 roku Bank Emisyjny w Polsce oraz Urząd Nadzoru Bankowego (UNB). Kierownikiem UNB został Fritz Paersch, który jednocześnie był konsultantem Banku Emisyjnego, a faktycznie był przedstawicielem Banku Rzeszy (Reichsbank) w GG.
- W 1942 roku po obrabowaniu i wymordowaniu Żydów w ramach Generalnego Planu Wschodniego Niemcy podjęli próby przejęcia polskiej bankowości w GG przez instytucje niemieckie. Projekty te pozostały w sferze koncepcji, ostatecznie zbliżanie się w lipcu 1944 Armii Czerwonej do Wisły uniemożliwiło ich realizację.
- Pod koniec 1943 pojawiły się oznaki nadciągającej klęski okupanta.
- W sierpniu 1944 w związku z wybuchem powstania warszawskiego zerwana została łączność pomiędzy centralami większości banków a ich oddziałami terenowymi.

### Banknoty Generalnego Gubernatorstwa
Banknoty były wprowadzane w Generalnym Gubernatorstwie w kilku fazach.
Jako pierwsze pojawiły się asygnaty Kas Kredytowych Rzeszy Niemieckiej – w obiegu od 2 października 1939 r., do 8 kwietnia 1940 r.
Po powołaniu przez Hansa Franka 15 grudnia 1939 r. Banku Emisyjnego w Polsce nałożono na mieszkańców obowiązek złożenia do depozytu banknotów Banku Polskiego o nominałach 100 i 500 złotych, które z dniem 31 stycznia 1940 r. przestały być prawnym środkiem płatniczym na terenie Generalnego Gubernatorstwa. Następnego dnia, tj. 1 lutego 1940 r., za pomocą Zarządu Głównego Kas Kredytowych Rzeszy, ponownie wprowadzono 100-złotowe banknoty Banku Polskiego (tylko emisji 1932 i 1934) opatrzone dodatkowym, nadrukowanym, czerwonym napisem: „GENERAL GOUVERNEMENT FÜR DIE BESETZEN POLNISCHEN GEBIETE” (pol. Generalne Gubernatorstwo dla polskich obszarów okupowanych).
Od 8 kwietnia 1940 r. do obiegu wprowadzano banknoty Banku Emisyjnego w Polsce o nominałach od 1 do 500 złotych – emisji 1 marca 1940 r. Pozostające w obiegu banknoty II Rzeczypospolitej, o nominałach od 1 do 50 złotych oraz 100-złotówki z nadrukami wycofano najpóźniej do 20 maja 1940 r.
Niektóre z nominałów Generalnego Gubernatorstwa wyemitowano również z datą 1 sierpnia 1941 r.
Banknoty Banku Emisyjnego w Polsce były prawnym środkiem płatniczym do 10 stycznia 1945 r.
| Nominał                               | Data emisji                           | Awers                                  | Rewers                                  | Nr katalogowy Par.                    |
| Naddrukowane banknoty Banku Polskiego | Naddrukowane banknoty Banku Polskiego | Naddrukowane banknoty Banku Polskiego  | Naddrukowane banknoty Banku Polskiego   | Naddrukowane banknoty Banku Polskiego |
| ------------------------------------- | ------------------------------------- | -------------------------------------- | --------------------------------------- | ------------------------------------- |
| 100 złotych                           | 2 czerwca 1932, 9 listopada 1934      | awers banknotu 100 złotych             | rewers banknotu 100 złotych             | 145                                   |
| Banknoty Banku Emisyjnego w Polsce    |                                       |                                        |                                         |                                       |
| 1 złoty                               | 1 marca 1940, 1 sierpnia 1941         | awers banknotu 1 złoty                 | rewers banknotu 1 złoty                 | 146                                   |
| 2 złote                               | 1 marca 1940, 1 sierpnia 1941         | awers banknotu 2 złote                 | rewers banknotu 2 złote                 | 147                                   |
| 5 złotych                             | 1 marca 1940, 1 sierpnia 1941         | awers banknotu 5 złotych               | rewers banknotu 5 złotych               | 148                                   |
| 10 złotych                            | 1 marca 1940                          | awers banknotu 10 złotych              | rewers banknotu 10 złotych              | 149                                   |
| 20 złotych                            | 1 marca 1940                          | awers banknotu 20 złotych              | rewers banknotu 20 złotych              | 150                                   |
| 50 złotych                            | 1 marca 1940                          | awers banknotu 50 złotych emisji 1940  | awers banknotu 50 złotych emisji 1940   | 151                                   |
| 50 złotych                            | 1 sierpnia 1941                       | awers banknotu 50 złotych emisji 1941  | rewers banknotu 50 złotych emisji 1941  | 152                                   |
| 100 złotych                           | 1 marca 1940                          | awers banknotu 100 złotych emisji 1940 | rewers banknotu 100 złotych emisji 1940 | 153                                   |
| 100 złotych                           | 1 sierpnia 1941                       | awers banknotu 100 złotych emisji 1941 | rewers banknotu 100 złotych emisji 1941 | 154                                   |
| 500 złotych                           | 1 marca 1940                          | awers banknotu 500 złotych             | rewers banknotu 500 złotych             | 155                                   |

### Monety Generalnego Gubernatorstwa
Po wprowadzeniu złotego Banku Emisyjnego w Polsce w obiegu pozostawiono wszystkie niesrebrne monety II Rzeczypospolitej. Były to nominały 1, 2, 5 groszy bite w brązie lub mosiądzu oraz niklowe 10, 20, 50 groszy, 1 złoty. Jeszcze na początku 1940 r. wprowadzono wybite w II Rzeczypospolitej jako rezerwa na wypadek wojny stalowe, z powłoką niklową albo bez, 50 groszy z umieszczoną datą roczną 1938. W kolejnych latach zaczęto bić i sukcesywnie wprowadzać do obiegu monety groszowe w cynku. Stało się to koniecznością ze względu na traktowanie brązowego i niklowego przedwojennego bilonu jako źródła metali kolorowych. Do bicia monet w cynku wykorzystywano wzory oparte na odpowiednich emisjach sprzed wybuchu wojny, umieszczając na nich nieaktualną nazwę państwa „RZECZPOSPOLITA POLSKA” oraz daty roczne 1923 albo 1939.
| Nominał   | Metal                | Daty roczne                            | Zdjęcie |
| --------- | -------------------- | -------------------------------------- | ------- |
| 1 grosz   | brąz                 | 1923, 1925, 1927–1928, 1930–1939       |         |
| 1 grosz   | cynk                 | 1939                                   |         |
| 2 grosze  | mosiądz, brąz        | 1923, 1925, 1927–1928, 1930–1939       |         |
| 5 groszy  | mosiądz, brąz        | 1923, 1925, 1928, 1930–1931, 1934–1939 |         |
| 5 groszy  | cynk                 | 1939                                   |         |
| 10 groszy | nikiel               | 1923                                   |         |
| 10 groszy | cynk                 | 1923                                   |         |
| 20 groszy | nikiel               | 1923                                   |         |
| 20 groszy | cynk                 | 1923                                   |         |
| 50 groszy | nikiel               | 1923                                   |         |
| 50 groszy | stal, stal niklowana | 1938                                   |         |
| 1 złoty   | nikiel               | 1929                                   |         |

## Zagłada Żydów w Generalnym Gubernatorstwie

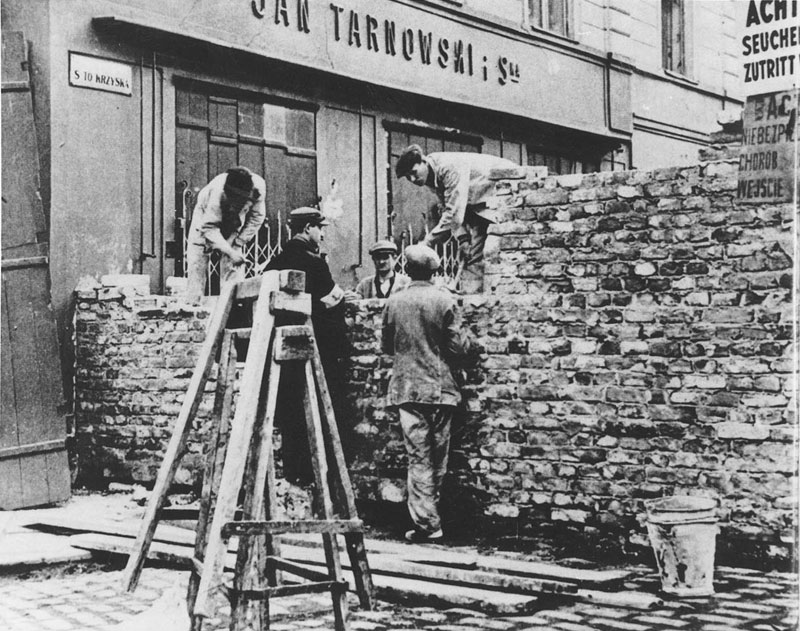
Budowa na rozkaz gubernatora Fischera murów getta w Warszawie, sierpień 1940

Od początku okupacji niemieckiej w Generalnym Gubernatorstwie podjęto działania przeciwko Żydom, obejmowały one całkowite wysiedlenie z terenów włączonych do Rzeszy (m.in. Kraju Warty) do GG, konfiskaty mienia i eksploatację siły roboczej, zamknięcie w gettach i obozach pracy i w końcu wymordowanie w obozach zagłady. Działania te były oparte na stosownych ramach prawnych. Ich celem były z jednej strony stygmatyzacja i upokorzenie Żydów, pozbawienie ich woli oporu i zmuszenie do posłuszeństwa (temu celowi służyły również ściśle nieusankcjonowane prawnie zachowania żołnierzy i administracji niemieckiej, mające charakter fizycznego prześladowania), natomiast z drugiej przygotowanie do eksploatacji ekonomicznej i przymusowych prac na rzec okupanta, a w dalszej perspektywie do eksterminacji.
Już 9 września 1939 wprowadzono obowiązek specjalnego oznaczania warsztatów rzemieślniczych i sklepów żydowskich. Dla Żydów istniały ograniczenia dotyczące ilości gotówki, którą mogli legalnie posiadać. Ich konta bankowe zostały zablokowane.
26 października 1939 zakazano uboju rytualnego zwierząt. Żydowskim piekarniom zabroniono wypieku białego pieczywa. W połowie października 1939 r. wprowadzono kartki na żywność, z tym jednak, że ludność żydowska otrzymywała o połowę mniejsze przydziały kartkowe niż ludność polska.
23 listopada 1939 zniesiono ulgi podatkowe przysługujące gminom żydowskim przed wojną, co uderzyło w zakłady opiekuńcze i placówki służby zdrowia, które były utrzymywane w głównej mierze ze środków gminnych. Żydom odebrano także z dniem 9 grudnia 1939 prawo do zapomóg dla emerytów.
Od 1 grudnia 1939 żydowscy mieszkańcy miasta, którzy przekroczyli 10. rok życia, mieli obowiązek noszenia opasek z gwiazdą Dawida. Od 1 stycznia 1940 zakazano Żydom zmieniania miejsca zamieszkania i opuszczania terenu gminy, w której dotąd mieszkali.
24 lipca 1940 ukazało się rozporządzenie definiujące „Żyda”. Utworzenie pierwszych gett dla ludności żydowskiej w Generalnym Gubernatorstwie nastąpiło na mocy decyzji Hansa Franka z 13 października 1940. Stworzono w nich ludobójcze warunki bytowania, śmiertelności sprzyjały szczególnie brak żywności (ok. 400 kalorii dziennie) i leków (co powodowało dużą liczbę ofiar, np. epidemii tyfusu i czerwonki).
Władze Generalnego Gubernatorstwa sprecyzowały swoje plany odnośnie do ludności żydowskiej na posiedzeniu rządu w dniu 16 grudnia 1941, stanowiły one podstawę do zbliżającej się konferencji w Wannsee, na której zaakceptowano realizację zadań Głównego Urzędu Bezpieczeństwa Rzeszy w sprawie tzw. ostatecznego rozwiązania kwestii żydowskiej (niem. Endlösung), dotyczącej zamiarów całkowitego unicestwienia Żydów jako narodu.
Praktyczną realizacją planu zagłady Żydów zajęły się SS i policja, ustawowo kompetentnymi do wydawania wszelkich decyzji w tej sprawie były niemieckie władze administracyjne. Na wiosnę 1942 rozpoczęto w GG pod kryptonimem Akcja Reinhard (niem. Aktion Reinhardt) wywózki do obozów zagłady w Bełżcu, Sobiborze, Majdanku i Treblince, gdzie następnie wymordowano 1280 tys. Żydów z 4 dystryktów Generalnego Gubernatorstwa, 530 tys. Żydów z dystryktu Galicja (włączony do GG 1 sierpnia 1941), 130 tys. Żydów z rejonu białostockiego których przewieziono do Treblinki oraz wiele mniejszych grup z obszaru GG. Łącznie w czasie Akcji Reinhardt na terenie Generalnego Gubernatorstwa wymordowano ok. 2 mln ludności żydowskiej.
Przez cały okres okupacji śmierć poniosło prawie 3 mln obywateli polskich narodowości żydowskiej, czyli niemal prawie 90% populacji przedwojennej polskich Żydów. Dodając do tego 2,5–3 mln Polaków, którzy zginęli w czasie okupacji niemieckiej 1939–1945, przyjmuje się, że Polska straciła ok. 6 mln przedwojennych obywateli. Oprócz tego w różnych okresach Żydów wywożono i eksterminowano także poza granicami Generalnego Gubernatorstwa w obozie zagłady Auschwitz-Birkenau, gdzie ginęli nie tylko polscy Żydzi, lecz także Żydzi z Europy Zachodniej i Południowej, Polacy, Romowie, Rosjanie.

## Polityka terroru i represji
Od początku istnienia Generalnego Gubernatorstwa niemieckie władze okupacyjne w celu najpełniejszego opanowania i wykorzystania podbitych ziem Polski oraz realizacji zbrodniczych założeń nazistowskiej polityki rasowej stosowały politykę wszechogarniającego terroru realizowanego za pomocą aparatu policyjno-represyjnego, wojskowego, administracyjnego i gospodarczego. Reżim III Rzeszy dążył do wytworzenia nowej kategorii poddanych, czyli tzw. podludzi w postaci posłusznych niewykształconych niewolników.
Teren Generalnego Gubernatorstwa objął surowy reżim policyjny, a miejscową ludność już od początku okupacji osadzano w różnych obozach, wysiedlano, wywożono do prac przymusowych do Niemiec, dokonując zatrzymań ludzi w obławach ulicznych zwanych łapankami. Niszczono polską inteligencję, atakowano kościoły (zwłaszcza Kościół katolicki, a także Kościół Ewangelicko-Augsburski, biskup Juliusz Bursche), zakazano narodowej działalności kulturalnej, zlikwidowano szkolnictwo wyższe, celowo stworzono niezwykle ciężkie warunki materialne i aprowizacyjne ludności miejskiej (m.in. głodowe racje żywnościowe i system kartek żywnościowych) sprzyjające wysokiej śmiertelności.
W celu rozbicia spójności narodowej ludność polska pochodzenia niemieckiego została wciągnięta na tak zwane volkslisty, a mniejszości etniczne nastawiano antagonistycznie do państwa polskiego, np. powołując do życia tzw. „naród” góralski – Goralenvolk.

### Grabież dzieł sztuki i dóbr kultury narodowej

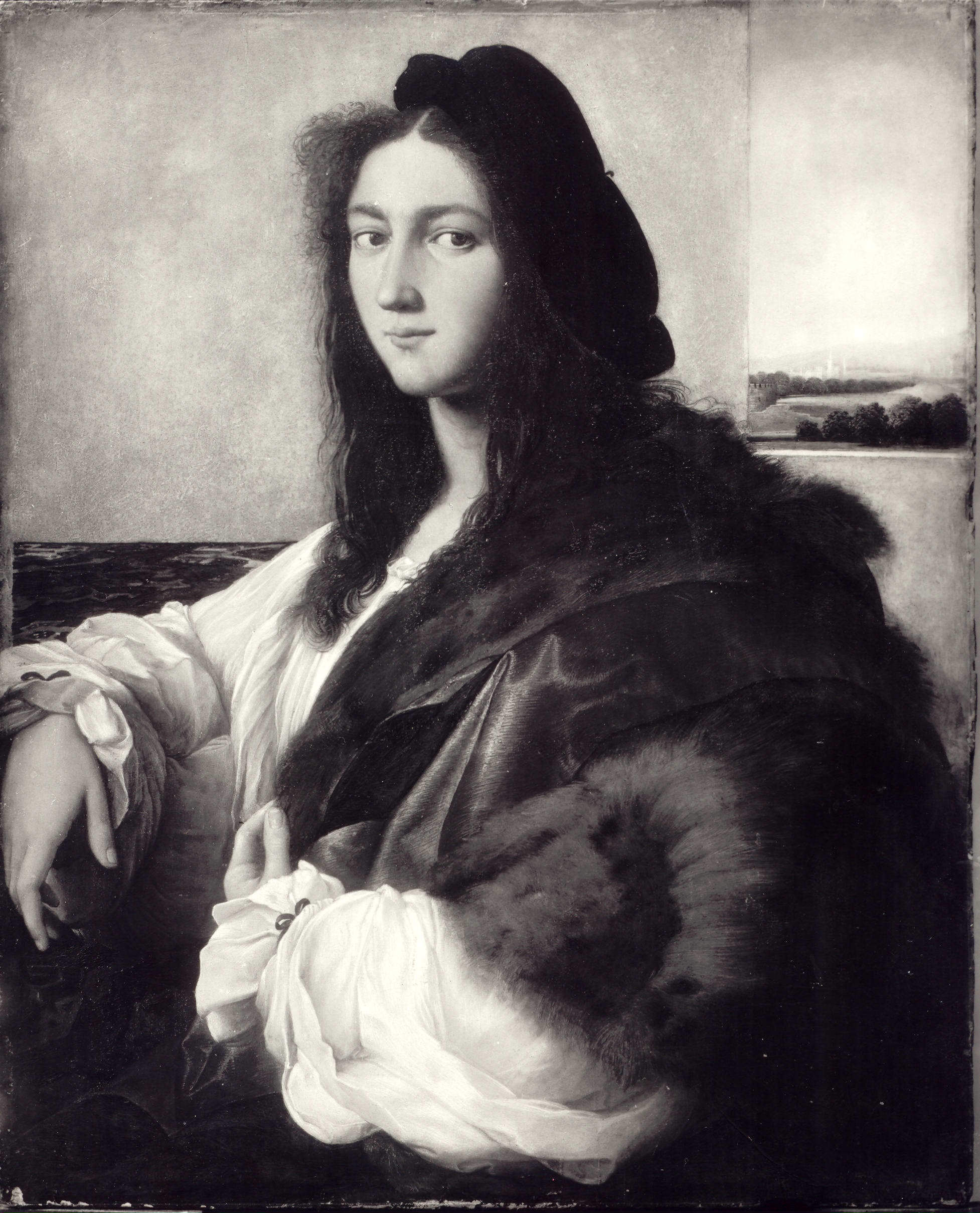
Rafael – „Portret młodzieńca” – obraz ukradziony przez Niemców (Hans Frank) w roku 1940 z kolekcji Muzeum Czartoryskich w Krakowie; do 2013 nieodnaleziony i niezwrócony właścicielom

Od chwili zajęcia przez wojska niemieckie głównych miast na terenie Generalnego Gubernatorstwa trwała systematyczna grabież dóbr kultury narodowej, podczas której nie dbano o ustalenia IV konwencji haskiej (1907) zakazującej takich praktyk. Można wyodrębnić trzy zasadnicze okresy nasilenia grabieży, 1939 do 1940, grabież mienia Żydów polskich podczas likwidacji głównych gett w okresie 1942–1943 oraz okres wycofywania się pobitych wojsk niemieckich z Polski w latach 1944–1945.
Ocenę i procedurę rabunku dóbr kultury polskich z muzeów, bibliotek, zamków, dworów i mieszkań prywatnych prowadziły instytucje SS-Ahnenerbe (w ramach Einsatzgruppen), Haupttreuhandstelle Ost (HTO) oraz ekipy rzeczoznawców, niemieckich historyków sztuki, ekspertów i kustoszy z SS-Kommando Paulsen (pod kierownictwem profesora prehistorii Petera Paulsena). Działania tych organizacji koordynowali minister Rzeszy Arthur Seyss-Inquart oraz Otto Wächter (w zastępstwie Seyss-Inquarta).
Wszelkie najważniejsze ustalenia i rozkazy rozpoczęły się od ustnego polecenia Hermanna Göringa, który chciał uporządkować początkowo chaotyczny proceder grabieży. Na ich mocy utworzono sieć centralnych magazynów: w Warszawie (Muzeum Narodowe w Warszawie i Muzeum Wilanowskie) oraz Krakowie (Biblioteka Jagiellońska). Proceder rabunku usankcjonował Hans Frank rozporządzeniem „o zajęciu przedmiotów sztuki” z dnia 16 grudnia 1939, ustanawiając dziewięcioosobowy sztab pod kierownictwem specjalnego pełnomocnika do „zabezpieczenia” dzieł sztuki i dóbr kultury w Generalnym Gubernatorstwie, SS-Hauptsturmführera dr. Kajetana Mühlmanna (mianowany przez Göringa i realizujący bezpośrednio jego wcześniejsze wytyczne).
Polskie zbiory dzieł sztuki i zabytki wywożono do Rzeszy, w ciągu pierwszych 6 miesięcy okupacji niemieckiej ograbiono Generalne Gubernatorstwo z dzieł sztuki niemalże całkowicie, Hans Frank w końcu 1942 raportował o „zabezpieczeniu” 90% polskich zbiorów sztuki i kolekcji. Ołtarz Wita Stwosza z Krakowa wywieziono do Norymbergi, najcenniejsze eksponaty, w tym obrazy autorstwa Rafaela, Rembrandta i Leonardo da Vinci z Muzeum Narodowego, zbiory wojskowe z Muzeum Wojska oraz warszawskiej Zachęty wywieziono do Rzeszy w ostatnim kwartale 1939, wstawiano także wybrane eksponaty do siedzib nazistowskich dygnitarzy. Przedmioty zabytkowe z Zamku Królewskiego w Warszawie znalazły się w Muzeum Drezdeńskim. Adolf Hitler otrzymał w prezencie polską kolekcję 30 rysunków Albrechta Dürera z kolekcji Lubomirskich i Czartoryskich, zagrabionych ze Lwowa.
Zbiory wywożono do Linzu, Wrocławia, zamku Streiersberg (większość kolekcji Lanckorońskich), Bad Aussee, do Neuhaus w Bawarii wywieziono dzieła malarskie m.in. słynną Damę z łasiczką Leonarda da Vinci i Pejzaż Rembrandta (przedmioty te wywiózł ze sobą Hans Frank, uciekając w styczniu 1945 z GG do Rzeszy). Grabież dotyczyła także bibliotek i archiwów, m.in. zbiory tzw. Gabinetu Rycin wywieziono z Biblioteki Uniwersytetu Warszawskiego w 1939, a także 4 tys. zabytkowych rękopisów. Zbiory bibliotek judaistycznej i sejmowej w Warszawie trafiły w listopadzie 1939 do RSHA w Berlinie. Z Biblioteki Zamoyskich wywieziono unikatowy, najstarszy dokument słowiański Codex Suprasliensis. Nieliczne dzieła ocalały, m.in. arrasy wawelskie wywiezione w 1939 r. za granicę, a obraz Jana Matejki Bitwa pod Grunwaldem ewakuowano z warszawskiej Zachęty do Lublina we wrześniu 1939 r. (gdzie znajdował się w ukryciu do 1945).
Ostateczny raport (autorstwa dr. Kajetana Mühlmanna) zawierający 80 stron i fotografie zagrabionych polskich dzieł sztuki wraz z dokumentacją, przedstawiono Göringowi w połowie 1943 r. W 1946 r. Międzynarodowy Trybunał Wojskowy w Norymberdze uznał proceder grabieży dóbr kulturalnych, majątku i niszczenie skarbów kultury narodowej za jedną ze zbrodni niemieckich w okupowanej w latach 1939–1945 Polsce.

### Masowe egzekucje

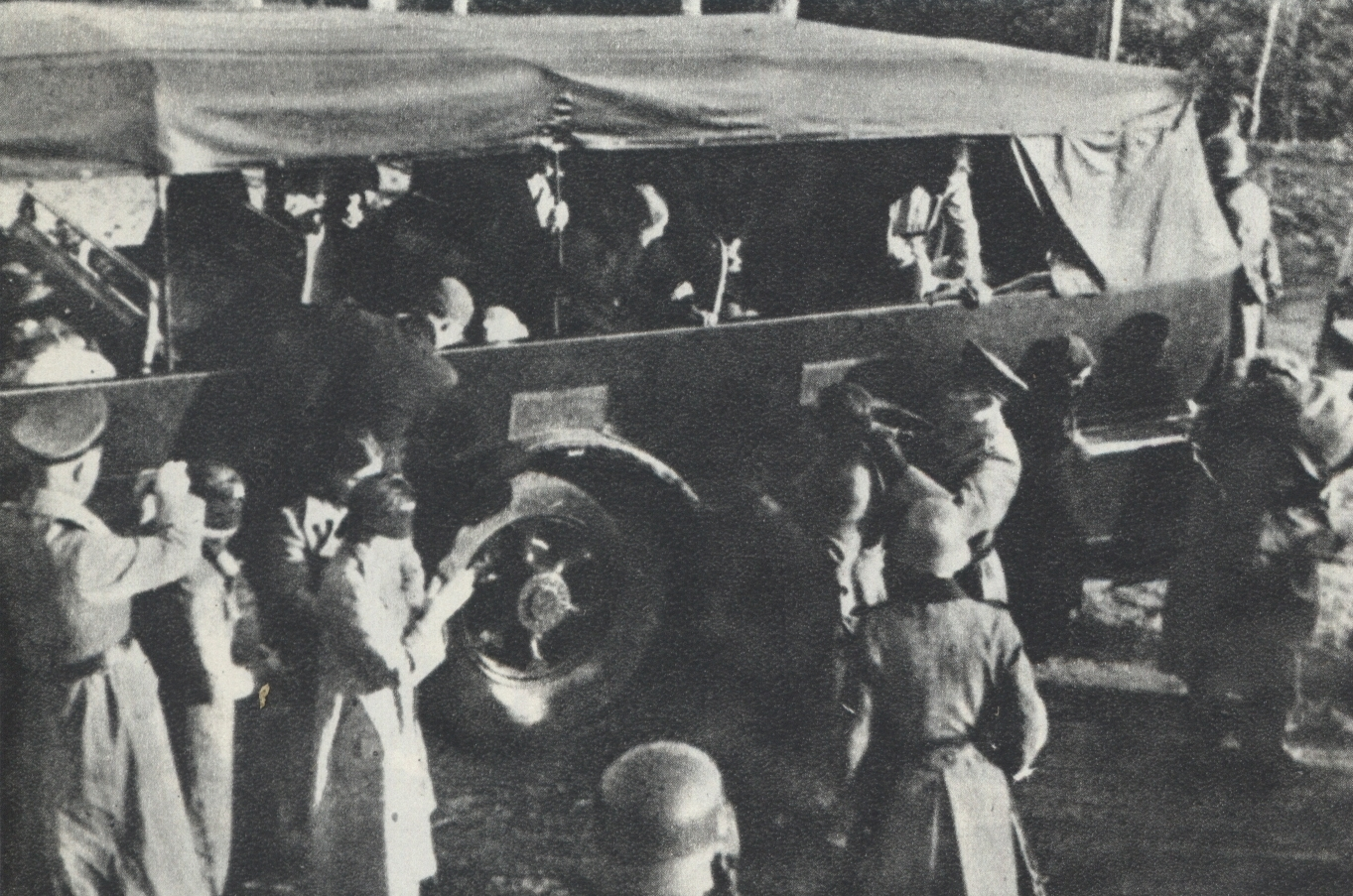
Wiązanie oczu przed egzekucją, Palmiry 1940

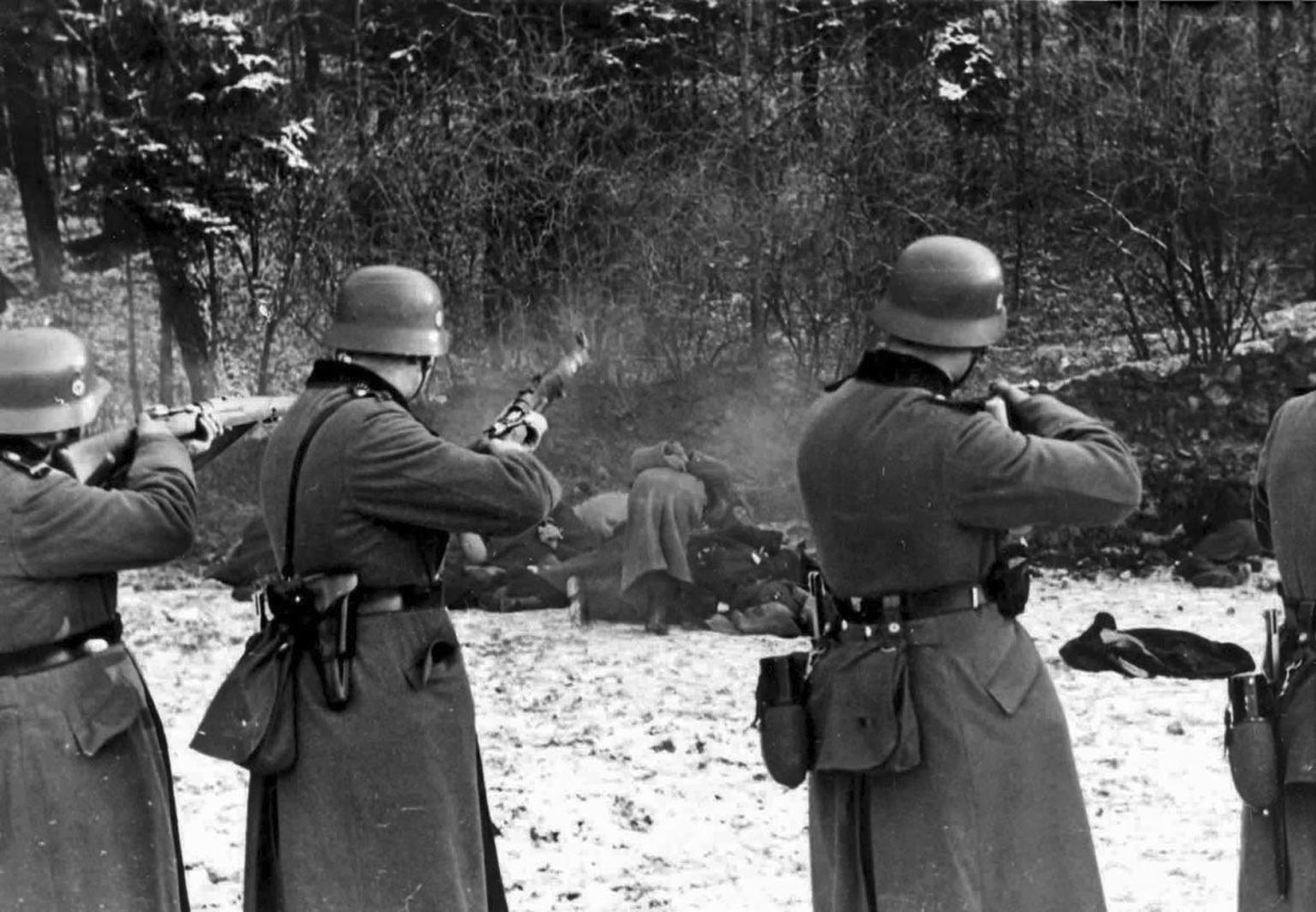
Zbrodnia w Bochni w dniu 18 XII 1939

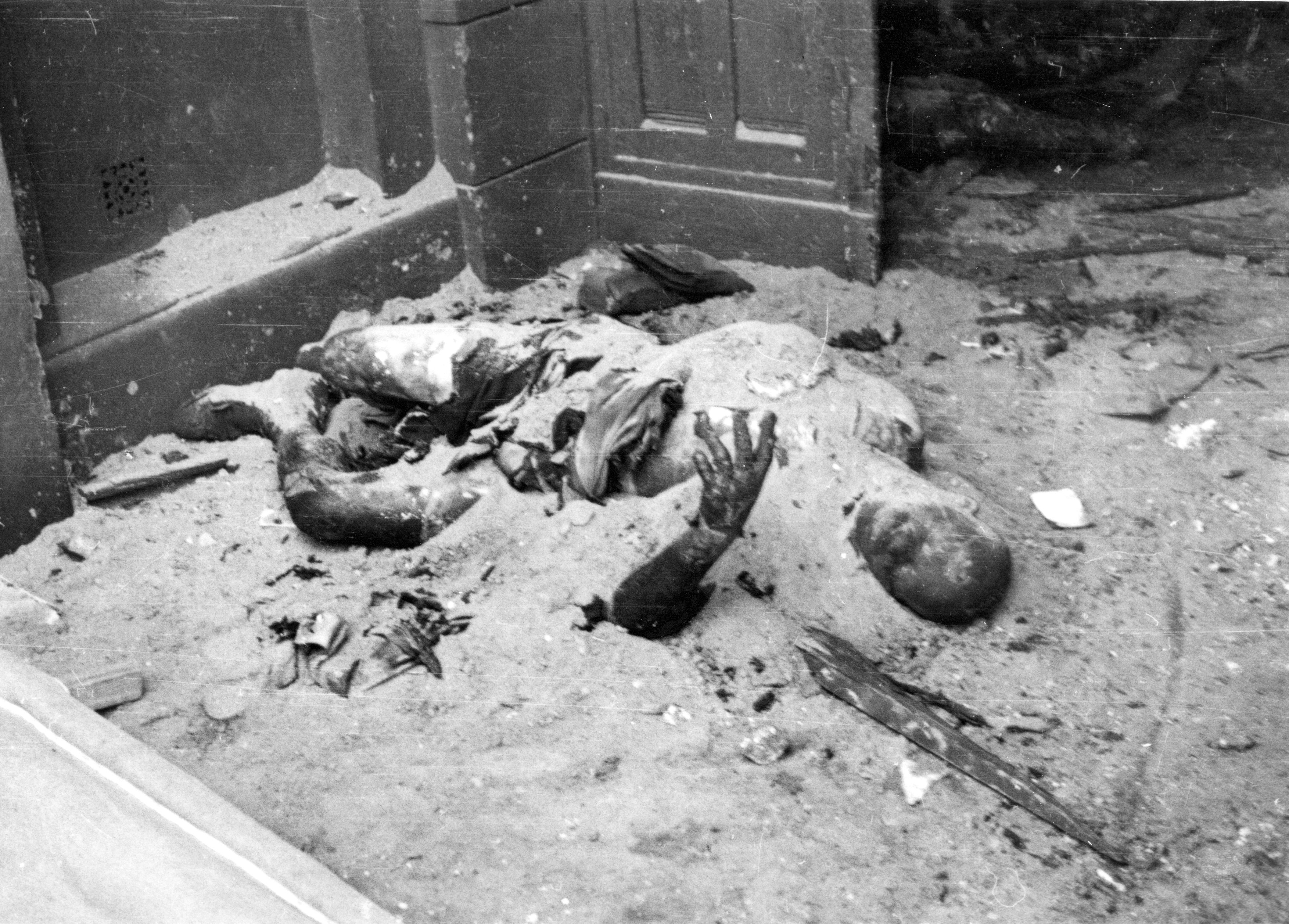
Ludzie spaleni na warszawskiej Woli w trakcie pacyfikacji powstania warszawskiego

Jeszcze przed wybuchem II wojny światowej dzięki współpracy niemieckiej mniejszości narodowej oraz kontrwywiadu służby bezpieczeństwa SS tzw. Sicherheitsdienst i Gestapo w Berlinie powstała tzw. „Lista wrogów Rzeszy” – niem. Sonderfahndungsbuch Polen, na której umieszczono przedstawicieli polskiej inteligencji, księży, działaczy społecznych i politycznych, powstańców wielkopolskich i śląskich. Osoby te były wyznaczone do eliminacji i po aresztowaniu mordowane w masowych egzekucjach przez oddziały Einsatzgruppen oraz paramilitarne bojówki mniejszości niemieckiej Volksdeutscher Selbstschutz.
Odbywały się publicznie w miastach, poza nimi w miejscach odosobnionych, w sposób jawny lub potajemny, decyzją niemieckich władz administracyjnych i policyjnych. Egzekucji dokonywano za czyny „antyniemieckie” określone i zagrożone karą śmierci w rozporządzeniu Hansa Franka z dnia 31 października 1939 oraz inne stopniowo wydawane w latach okupacji niemieckiej, przewidujące również karę śmierci, w tym za ukrywanie Żydów od 1942 roku. Często stosowano, wbrew prawu międzynarodowemu, zasadę odpowiedzialności zbiorowej. Kara śmierci stosowana była także za pomoc jeńcom wojennym, partyzantom i zbiegom z obozów niemieckich.
Dokonywano egzekucji także podczas operacji specjalnych zwanych „Akcjami Inteligencja” (niem. Intelligenzaktion) wymierzonych w polską elitę intelektualną (np. nauczyciele, uczeni, lekarze, działacze społeczni i polityczni). Największe z nich to Akcja AB przeprowadzona w 1940, w której śmierć poniosło 3,5 tys. osób, mord popełniony na 27 uczonych ze Lwowa (Mord profesorów lwowskich), aresztowanie 184 pracowników naukowych z Krakowa (Sonderaktion Krakau, Zweite Sonderaktion Krakau).
Miejscami największego nasilenia egzekucji masowych na terenie Generalnego Gubernatorstwa były:
- Okolice Warszawy. Egzekucje mieszkańców stolicy Niemcy przeprowadzali początkowo w miejscach takich jak: ogrody sejmowe przy ul. Wiejskiej; Las Kabacki; Szwedzkie Góry na terenie Bemowa; Las Sękociński koło Magdalenki; Lasy Chojnowskie koło Stefanowa; Laski, Wydmy Łuże i Wólka Węglowa na obrzeżach Kampinosu; a przede wszystkim – osławione Palmiry. Od wiosny 1943 polskich więźniów politycznych masowo mordowano natomiast w ruinach getta warszawskiego. Ponadto między październikiem 1943 a lutym 1944 okupanci przeprowadzili w Warszawie szereg egzekucji ulicznych. Łączna liczba ofiar tzw. egzekucji pierścienia warszawskiego oceniana jest na 32 000[84].

- Okolice Nowego Sącza (Cmentarz Żydowski przy ul. Tarnowskiej, ok. 25 tys. ofiar, Żydów i Polaków), Ciechanowa, Zakopanego, Lublina (Lasy krępieckie, ok. 30 tys. ofiar), Zamościa (Rotunda Zamojska), Lwowa, Stanisławowa, Równego, Radomia (tylko w pobliżu dwóch miejscowości radomskich, Firleja i Wincentowa, rozstrzelano w latach 1940–1945 ok. 12 000[85] ludzi, dalsze 18–23 tys.[86] zamordowano w niemieckich Zakładach Metalowych HASAG (Hugo Schneider Aktiengesellschaft Metalwarenfabrik) w Skarżysku-Kamiennej), Krakowa (m.in. Zbrodnia w Bochni), Tarnowa (m.in. las Buczyna w Zbylitowskiej Górze, ok. 8 tys. ofiar).
- Egzekucje publiczne jawne, dokonywane na oczach przymusowo spędzonej ludności.
- Masowe mordy podczas tłumienia powstania warszawskiego, do których dochodziło przede wszystkim na warszawskiej Woli (Rzeź Woli, ok. 65 tys. ofiar), Ochocie (pacyfikacja Ochoty, ok. 10 tys. ofiar) oraz w Śródmieściu Południowym (Egzekucje w „dzielnicy policyjnej”, od 5 do 10 tys. ofiar[d]). Na mniejszą skalę do zbiorowych egzekucji dochodziło ponadto w części północnego Śródmieścia (w rejonie pl. Teatralnego, Halach Mirowskich, na Powązkach), jak również na Starym Mieście, Mokotowie, Powiślu, Górnym Czerniakowie i Marymoncie.

### Pacyfikacje wsi
Akcje pacyfikacyjne wymierzone w ludność wsi polskich na terenie Generalnego Gubernatorstwa były prowadzone przez oddziały Schutzstaffel, Wehrmacht oraz inne niemieckie formacje policyjne. Największe nasilenie pacyfikacji wsi miało miejsce podczas akcji wymierzonych w oddziały partyzanckie Henryka Dobrzańskiego „Hubala” (w kwietniu 1940 na Kielecczyźnie) oraz podczas pacyfikacji Zamojszczyzny (od jesieni 1942 do końca 1943). W większości wypadków we wsiach dokonywano egzekucji, aresztowań, wysiedleń oraz palono zabudowania i rabowano mienie.
Ogółem dotknęły one 350 wsi polskich, z których 75 zostało całkowicie zniszczonych. Większość z nich znajdowała się w granicach Generalnego Gubernatorstwa, w województwach lubelskim, kieleckim, białostockim, krakowskim i lwowskim. W czasie pacyfikacji niezwiązanych bezpośrednio z działaniami wojennymi dochodziło do masakr ludności cywilnej. Największe z nich miały miejsce we wsiach: Aleksandrów (446 zabitych), Borów (806), Huta Pieniacka (od 800 do 1200 osób), Skłoby (265 ofiar), Jamy (147), Kitów (164 ofiary), Lipniak-Majorat (448), Łążek (217), Michniów (203), Milejowiec (160), Różaniec (200), Smoligów (200), Sochy (około 180 ofiar), Szczecyn (368), Złoczew (200), Skałka Polska (93), Szarajówka (58).

### Konfiskaty mienia
Generalne Gubernatorstwo miało od początku być całkowicie zależne od Rzeszy przy możliwie minimalnych nakładach i było traktowane jako „łup wojenny” na potrzeby gospodarki prowadzonej na rzecz kolejnych podbojów. Wszelkie mienie podlegające przejęciu przez okupanta, a więc mienie Państwa Polskiego np. istotne dla gospodarki zakłady przemysłowe przemysłu zbrojeniowego, mienie prywatne ludności polskiej, zabytki i dzieła sztuki, wszelkie mienie ruchome i nieruchome ludności żydowskiej było konfiskowane i zarządzane przez Urząd Powierniczy w Krakowie (niem. Treuhandstelle für das Generalgouvernement) utworzony dnia 15 listopada 1939. Cele polityki gospodarczej niemieckich władz okupacyjnych scharakteryzował Hans Frank w swoich Dziennikach, pisząc:
Dnia 15 września 1939 roku otrzymałem polecenie objęcia administracji zdobytych terenów wschodnich z rozkazem szczególnego wyeksploatowania tego terytorium jako obszaru wojennego i kraju zdobytego, uczynienia z niego, że tak powiem, kupy gruzów z punktu widzenia jego struktury gospodarczej, socjalnej, kulturalnej i politycznej
Jednocześnie działał niezależnie od niego Główny Urząd Powierniczy Wschód (niem. Haupttreuhandstelle Ost (HTO)), kierowany przez dr. Maxa Winklera powołany na mocy rozporządzenia Hermanna Göringa z dnia 1 listopada 1939, który zajmował się przede wszystkim konfiskatą polskiego mienia prywatnego i państwowego, samorządowego i należącego do organizacji społecznych, przenoszeniem praw własności zagrabionego majątku na obywateli niemieckich oraz zatwierdzaniem zarządców komisarycznych (niem. Treuhänder).
Wszelkie konfiskaty, przeprowadzane były na podstawie rozporządzeń z dnia 15 stycznia 1940 „O zabezpieczeniu majątku byłego państwa polskiego” (niem. VO über die Sicherstellung des Vermögens des ehemaligen polnischen Staates) oraz rozporządzenia z dnia 17 sierpnia 1940 „O traktowaniu majątku polskich obywateli” (niem. VO über die Behandlung von Vermögen der Angehörigen des ehemaligen polnischen Staates), które dotyczyło dodatkowo konfiskaty majątku Żydów, osób nieobecnych w miejscu zamieszkania lub uchodźców przybyłych na obszar byłego zaboru pruskiego po 1 października 1918 oraz osób dopuszczających się wrogich czynów przeciwko osobom narodowości niemieckiej, a także zajęcie majątku ze względu na „dobro publiczne”.
Prawa te umożliwiały Głównemu Urzędowi Powierniczemu Wschód, który musiał zaakceptować każdą tego typu decyzję podjętą przez odpowiednie czynniki niemieckie, dowolne zajmowanie majątku ruchomego i nieruchomego praktycznie każdego polskiego obywatela, przejmowanie przedsiębiorstw, majątków ziemskich, zabytków i dzieł sztuki.
W dniu 21 stycznia 1940 wydano najważniejsze zarządzenie dotyczące konfiskaty majątku prywatnego w Generalnym Gubernatorstwie, tzw. ordynację sekwestracyjną. Uprawniała ona w szerokim zakresie niemiecką administrację, SS i policję bądź Wehrmacht do zajęć własności należącej do Polaków i Żydów.
Administracja Generalnego Gubernatorstwa czerpała pokaźne zyski z monopoli „państwowych” na czele których od roku 1942 stał dr Hermann Senkowsky. Należące do Żydów zakłady produkcyjne, sklepy, warsztaty i gospodarstwa rolne zlikwidowano lub przekazano Niemcom. Na przełomie 1939 i 1940 cały tzw. przemysł kluczowy znalazł się pod zarządem niemieckim, w następnych latach przejmowany był za ułamek wartości od różnych organizacji powierniczych działających na terenie Generalnego Gubernatorstwa przez niemieckie koncerny i monopole (m.in. IG Farben, AEG, Siemens AG, Friedrich Krupp AG i wiele innych). Zakłady państwowe przemysłu zbrojeniowego w Starachowicach i Stalowej Woli, fabrykę Ursus, Pionki oraz fabryki samolotów w Rzeszowie i Mielcu zajął Wehrmacht.
Koncerny Hermann-Göring-Werke i Stahlwerke przejmowały zakłady polskiego przemysłu stalowego. Hutę Częstochowa, odlewnię stali Enro i Państwowe Zakłady Amunicji w Skarżysku-Kamiennej przejął koncern Hugo Schneider-Hasag z Lipska, a koncern Philips fabryki przemysłu radiotechnicznego: Philips, Kosmos, Grimm i Kaniewski. Praktycznie każda branża przemysłu i większość najatrakcyjniejszych zakładów przemysłowych przechodziło na własność przedsiębiorstw niemieckich, koncernów, prywatnych właścicieli bądź firm powierniczych reprezentujących III Rzeszę.

### Kontyngenty

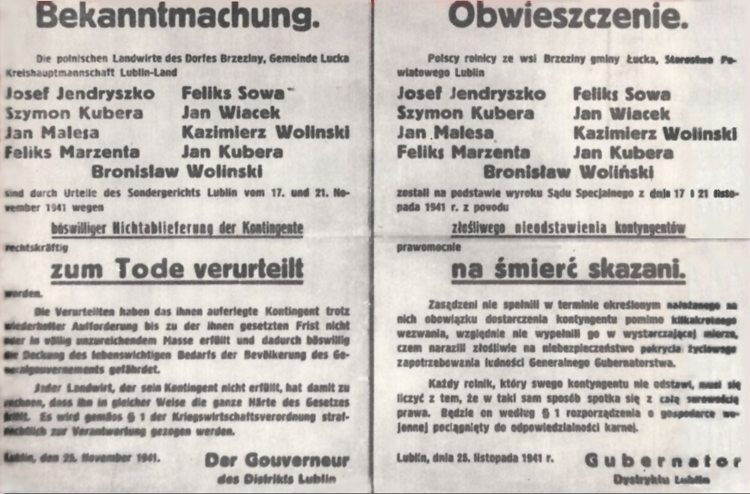
Obwieszczenie gubernatora dystryktu Lublin z dnia 25 listopada 1941, informujące o skazaniu na śmierć 9 polskich rolników z Brzezin za niedostarczenie kontyngentów

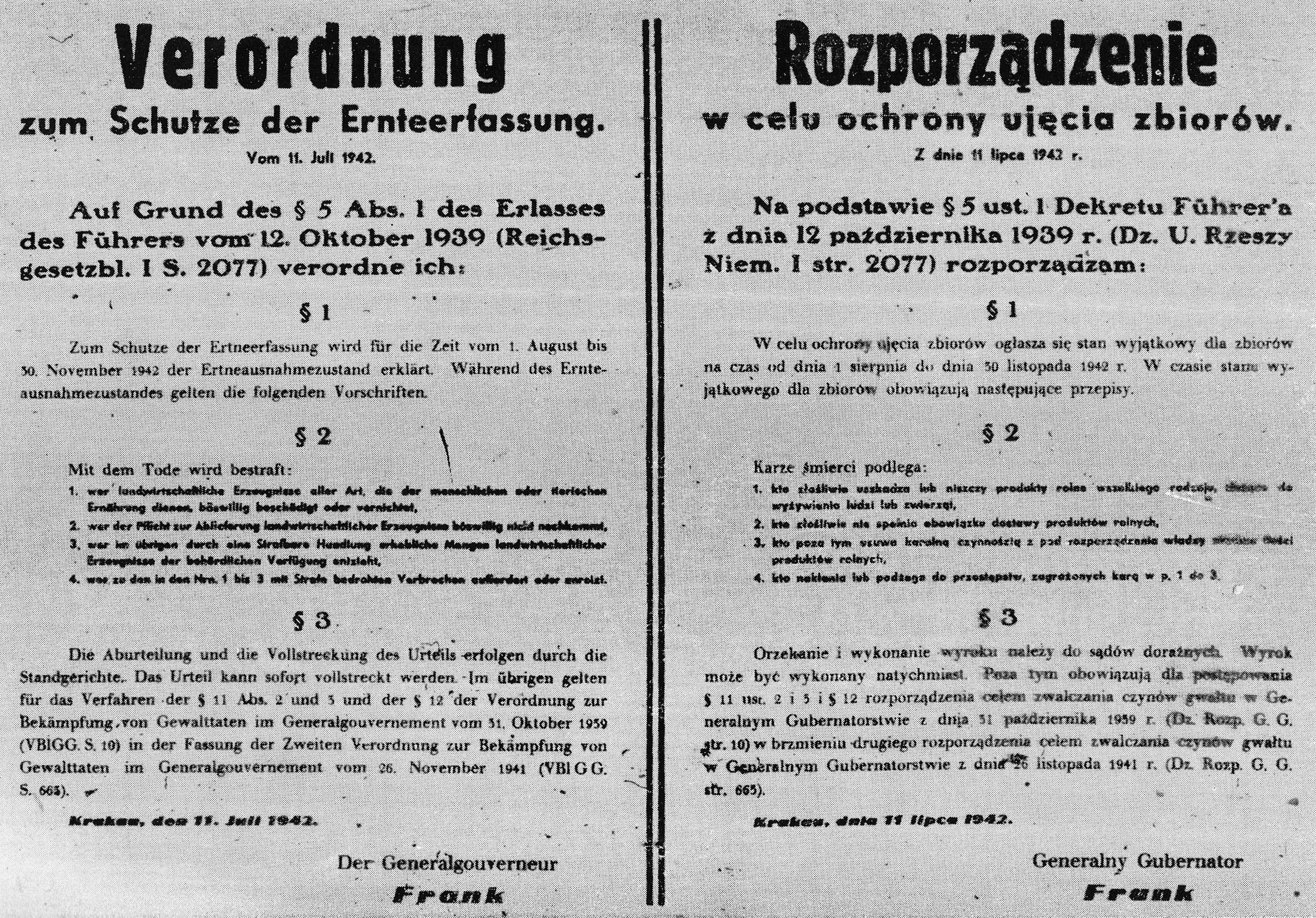
Rozporządzenie gubernatora Hansa Franka o wprowadzeniu stanu wyjątkowego w okresie żniw (1942)

Jednym z elementów eksploatacji gospodarczej w Generalnym Gubernatorstwie był system przymusowych kontyngentów, czyli dostaw płodów rolnych (m.in. zboże, mięso i mleko), wprowadzony obowiązkowo dla gospodarstw rolnych chłopskich i ziemiańskich, mimo iż oficjalnie publikowane dane o produkcji żywności sprzed wojny wskazywały na brak samowystarczalności żywnościowej terenów, które weszły w skład GG.
Kontyngenty ściągane były siłą, za ich niedostarczenie w terminie stosowano surowe kary i różnorakie represje, włącznie z karą śmierci. Oprócz tego stosowano bicie, areszty i zsyłki do obozów, wysiedlenie z miejsca zamieszkania połączone z konfiskatą gospodarstw rolnych, palenie wsi i rozstrzeliwania. Od lata 1942 wprowadzono nawet stan wyjątkowy w okresie żniw, do których zatrudniono pochwyconych robotników z łapanek w majątkach ziemskich zarządzanych przez Niemców (niem. Liegenschaft). W akcji ściągania kontyngentów stosowano oddziały policyjne oraz niejednokrotnie siły wojskowe.
Narzucone normy kontyngentowe spowodowały złą sytuację aprowizacyjną ludności i niedożywienie, zwłaszcza w miastach (oficjalne niemieckie przydziały żywności nie zapewniały jej minimum egzystencji) – rabunek produktów rolnych przekraczał ich przedwojenny polski eksport, w latach 1940–1941 z Generalnego Gubernatorstwa wywieziono do Rzeszy 40 000 ton zboża, w 1942–1943 – 633 470 ton, a pomiędzy 1942–1943 – 571 000 ton. W okresie 1940 do 1944 r. podobnie kształtowały się narzucone kontyngentami ilości wywiezionego bydła (7510 ton w stosunku do 53 768 ton), cukru (4500 ton w stosunku do 27 546 ton), kartofli (121 000 ton i 387 741 ton na koniec 1944) oraz tłuszczów (800 ton i 1355 ton w 1944).
Obrót rynkowy artykułami żywnościowymi podlegał ścisłej kontroli – karano przemyt towarów rolno-spożywczych (nawet śmiercią). Zakazany był handel, zwłaszcza tłuszczami i mięsem. Restrykcje te i rabunkowa eksploatacja sektora rolniczego powodowały ciągłe niedożywienie dużych grup ludności i pozbawienie ich materialnych podstaw rozwoju biologicznego (średni przydział żywności wynosił 2600 kalorii dla Niemców, 700 dla Polaków i tylko 400 dla Żydów). Dodatkowo brak lekarstw, niejednokrotnie odzieży i opału w okresach zimowych przyczyniały się do powstawania chorób i ognisk głodu, zwłaszcza wśród ludności żydowskiej odizolowanej w gettach na terenie Generalnego Gubernatorstwa.

### Praca przymusowa

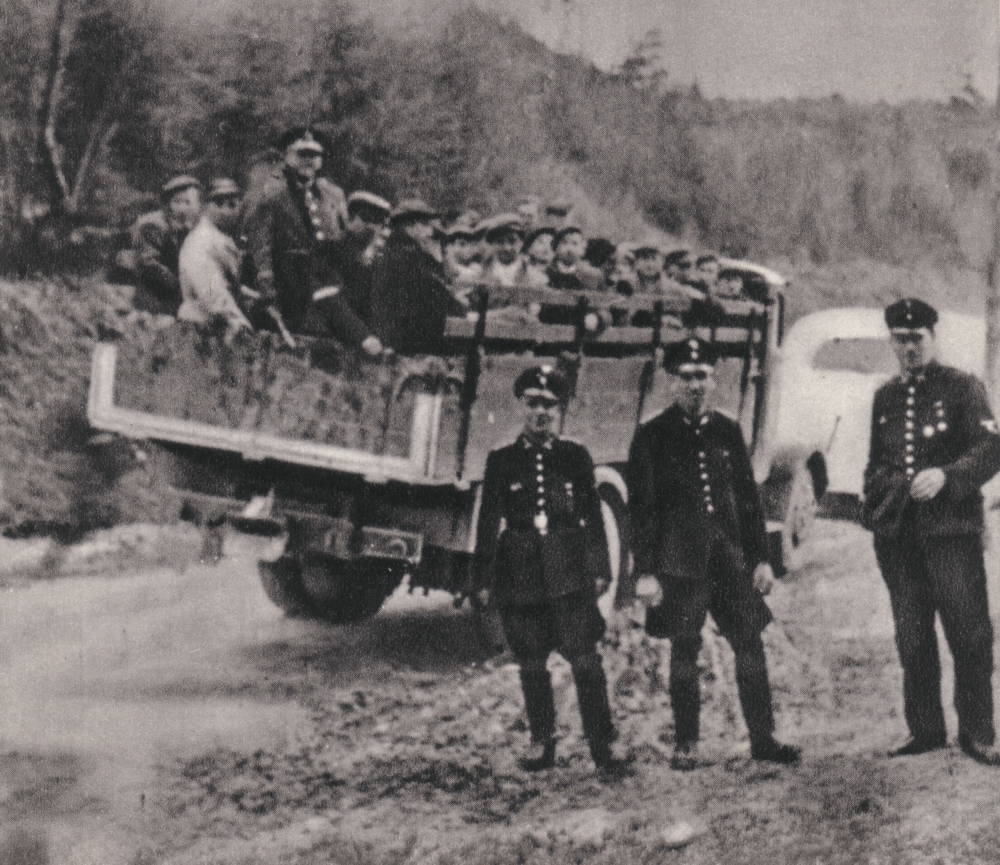
Polscy rolnicy województwa krakowskiego pochwyceni przez policję niemiecką i wywiezieni na roboty przymusowe w Rzeszy, 1941

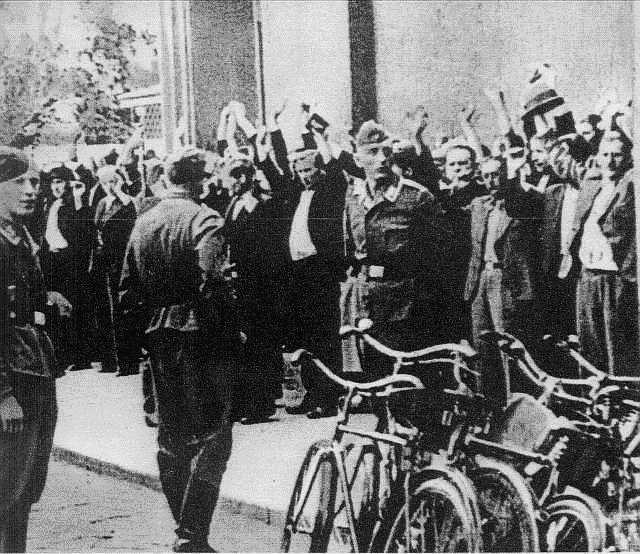
Łapanka w jednym z miast polskich

Jednym z celów polityki prowadzonej w Generalnym Gubernatorstwie było wykorzystanie ludności polskiej w charakterze niewolniczej siły roboczej. 26 października 1939 r. w GG objęto nakazem pracy przymusowej wszystkich Polaków w wieku 18–60 lat, 12 grudnia 1939 r. przesunięto dolną granicę wieku do lat 14. Oficjalnie dla Polaków istniał tzw. obowiązek pracy, a dla Żydów tzw. przymus pracy, w praktyce jednak oba te pojęcia oznaczały zatrudnianie przymusowe.
Zatrudnianie ludności odbywało się za pośrednictwem sieci 21 Urzędów Pracy (niem. Arbeitsamt), 85 ekspozytur i 250 placówek, podlegających Oddziałowi Zatrudnienia Głównego Wydziału Pracy w rządzie Generalnego Gubernatorstwa. Placówki te w porozumieniu z niemiecką policją i SS organizowały system pracy przymusowej i eksploatacji darmowej siły roboczej. Skierowanie do pracy oznaczało nakaz do pracy przymusowej na warunkach określanych przez pracodawcę bez możliwości zmiany miejsca pracy. Sporządzano specjalne listy młodzieży, która była następnie kierowana do Służby Budowlanej (Baudienst) i obozów pracy. Przeprowadzano masowe łapanki, których celem było dostarczenie robotników do przymusowej pracy w niemieckiej gospodarce (rolnictwo, przemysł, transport itd.).
Warunki pracy przymusowych robotników wywiezionych do Rzeszy pozostawały surowe, np. polskim robotnikom rolnym w Badenii zakazano praktyk religijnych, korzystania ze środków komunikacji (kolej, autobusy oraz rowery), uczęszczania do restauracji, teatrów, kin oraz uczestniczenia w innych rozrywkach kulturalnych, opuszczania miejsca pracy bez specjalnego zezwolenia policyjnego, obowiązywał także zakaz zgromadzeń oraz godzina policyjna, zakaz zgłaszania zażaleń, kontaktów intymnych z kobietami, dopuszczano kary cielesne wobec robotników oraz przekazywanie ich organom bezpieczeństwa (np. Gestapo), wskutek donosów pracodawcy o „przestępstwach”, np. typu „zwolnienie tempa pracy” lub „niechęć do pracy”.
Przymusowa praca będąca przejawem wyzysku ekonomicznego (utrzymywano celowo niski poziom płac lub w ogóle nie wypłacano wynagrodzeń) stanowiła ogromne źródło dochodów dla niemieckich przedsiębiorstw, będąc jednocześnie elementem terroru, fizycznego wyniszczenia społeczeństwa i osłabiania woli oporu – umożliwiała to m.in. reglamentacja żywności, w 1941 Niemiec otrzymywał dziennie 2300 kalorii, Polak 700, a Żyd 400. Skutki niedoboru żywności rekompensowały w pewnym stopniu czarny rynek i działalność Rady Głównej Opiekuńczej.
Z Generalnego Gubernatorstwa i Okręgu Białostockiego wywieziono w latach 1939–1945 do Rzeszy 1,23 mln ludzi (z samego Generalnego Gubernatorstwa wywieziono 940 tys. według raportu Hansa Franka z 14 grudnia 1942 przedstawionego na posiedzeniu kierowników NSDAP), a ogółem z całej okupowanej Polski w tym okresie 3 mln ludzi. Polska stanowiła jedyny kraj w okupowanej Europie w którym zastosowano na taką skalę pracę przymusową (w szczytowym momencie wykorzystywania pracy przymusowej w III Rzeszy pracowało ogółem 7,1 mln robotników przymusowych i najemnych z całej Europy).
Dodatkowo zatrudniano setki tysięcy nieobjętych statystyką osób w niemieckich przedsiębiorstwach, oddziałach Organizacji Todta, obozach pracy, obozach koncentracyjnych, przy budowie fortyfikacji, rowów przeciwczołgowych, zasieków i innych umocnień w strefie przyfrontowej.
W latach 1943–1945 tysiące niemowląt i dzieci polskich robotnic zmarło w zakładach dla dzieci robotnic zagranicznych w III Rzeszy.

### Ciężkie więzienia Gestapo
Pod koniec 1939 na terenie Generalnego Gubernatorstwa rozpoczęto tworzenie systemu więzień tajnej policji Gestapo, znajdowały się one m.in. w Kielcach, Ciechanowie, Radomiu, Nowym Sączu, Tarnowie, Warszawie (Aleja Szucha), Zamościu i Zakopanem.
Spośród 7 największych ciężkich więzień Gestapo, w których katowano, torturowano i mordowano Polaków, 5 mieściło się na terenie Generalnego Gubernatorstwa (pozostałe dwa znajdowały się w Poznaniu – Fort VII w Poznaniu i w Łodzi – Radogoszcz):
- Pawiak (Warszawa)
- Montelupich (Kraków)
- Zamek Królewski w Lublinie (Lublin)
- Firlej (Radom)
- Rotunda Zamojska (Zamość)

### Niemieckie obozy w GG
W systemie niemieckich obozów koncentracyjnych teren Generalnego Gubernatorstwa odgrywał istotną rolę, zwłaszcza w planach zagłady narodu żydowskiego. Największe obozy zagłady i obozy koncentracyjne na terenie GG znajdowały się w Treblince (ok. 750–900 tys. ofiar śmiertelnych), Majdanku (ok. 360 tys.), Sobiborze (ok. 250–300 tys.), Bełżcu (ok. 600 tys. ofiar), Warszawie (ok. 40–50 tys.). Żydzi z Polski i całej Europy stanowili większość ofiar śmiertelnych obozów, zwłaszcza w utworzonych specjalnie dla nich i częściowo dla Romów, obozach zagłady (niem. Vernichtungslager) w Treblince, Bełżcu i Sobiborze.
Kolejną najliczniejszą grupą eksterminowanych byli Polacy oraz obywatele krajów okupowanych przez III Rzeszę. Na terenie Generalnego Gubernatorstwa mieściło się także wiele innych obozów. W większości były to tzw. obozy pracy (niem. Arbeitslager), obozy te dzieliły się na: karne obozy pracy (niem. Straflager), obozy pracy dla Żydów (niem. Judenlager), obozy pracy zwykłe (niem. Arbeitslager). Funkcjonowały także liczne obozy dla jeńców sowieckich oraz tzw. obozy dorywcze, organizowane na bieżąco w celu np. prac fortyfikacyjnych w strefie przyfrontowej.

### Wysiedlenia ludności

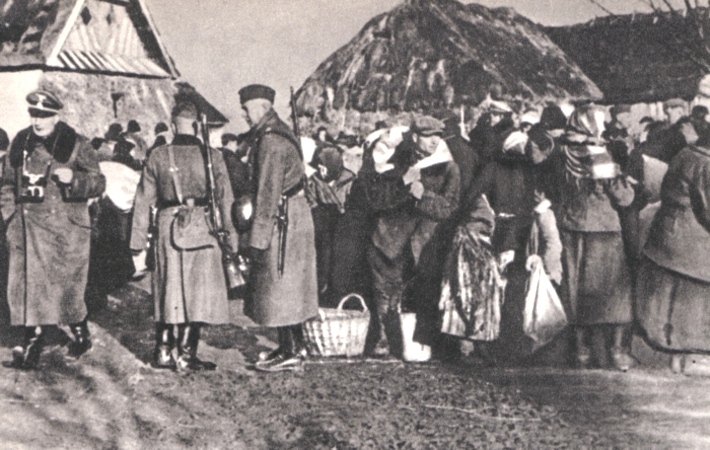
Polscy rolnicy wysiedlani z Zamojszczyzny, grudzień 1942

Pierwsze przymusowe wysiedlenia ludności w Generalnym Gubernatorstwie miały miejsce w latach 1940–1941 w powiecie radomskim. Wysiedlono wtedy mieszkańców 160 okolicznych wsi, w celu utworzenia poligonu ćwiczebnego dla wojska i SS. W 1942 w identycznym celu wysiedlono mieszkańców następnych kilkudziesięciu wsi polskich w rejonie doliny sandomierskiej, pomiędzy Kolbuszową, Niskiem, Dębicą i Rozwadowem. W latach 1941–1942 wysiedlono w celach wojskowych ok. 171 tys. ludzi w Generalnym Gubernatorstwie.
Wysiedlenia objęły także rejon Lubelszczyzny, którą zamierzano przekształcić w „czysto niemiecki obszar kolonizacyjny” (m.in. z uwagi na obecność nielicznych potomków osadników niemieckich z XVIII wieku). W planach kolonizacji o kryptonimie Heim ins Reich oraz związanych z nią przesiedleniami Polaków, wyrażonych w koncepcjach zmiany struktury etnicznej i narodowościowej podbitych terytoriów zawartych w Generalnym Planie Wschodnim, szczególne zainteresowanie wzbudzał rejon Zamojszczyzny. W rejonie tym w latach 1942–1943 doszło do największych w Generalnym Gubernatorstwie przesiedleń ludności polskiej, które objęły ok. 110 tys. Polaków, w tym 30 tys. dzieci (Dzieci Zamojszczyzny), z których 4500 wywieziono do Niemiec w ramach programu germanizacyjnego rabunku dzieci.
Do wysiedleń w Generalnym Gubernatorstwie należy także zaliczyć 500–600 tys. ludności Warszawy zmuszonych do ewakuacji po klęsce powstania warszawskiego w 1944. Z tej liczby 70 000 mieszkańców Warszawy zostało wysłanych na przymusowe roboty do Rzeszy, a 60 tys. do obozów koncentracyjnych, reszta trafiła do placówek RGO. Ogółem wysiedlenia ludności w Generalnym Gubernatorstwie w latach 1939–1945 objęły 280 tys. ludzi i 500 tys. z Warszawy. Na teren Generalnego Gubernatorstwa kierowano także Polaków wysiedlanych z ziem polskich włączonych do Rzeszy, np. 100 000 mieszkańców z Poznania, i ogółem 365–380 tys. (do końca 1942) z ziem zaanektowanych przez III Rzeszę, a także kilkadziesiąt tysięcy Żydów przesiedlonych przymusowo na teren GG. W czasie całej okupacji niemieckiej Polski przesiedlenia objęły ok. 2,5 miliona jej obywateli.

### Sytuacja wspólnot religijnych

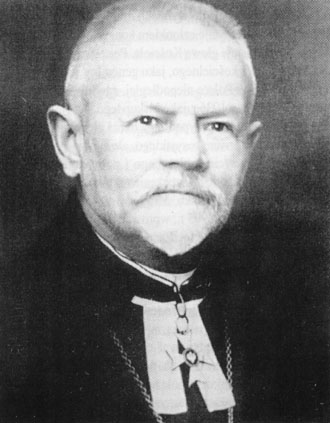
Biskup kościoła ewangelicko-augsburskiego Juliusz Bursche zm. w obozie koncentracyjnym Sachsenhausen

Kościół i duchowieństwo na ziemiach Generalnego Gubernatorstwa zostały poddane różnorakim represjom. Niemcy widzieli w organizacji kościelnej zagrożenie, ponieważ stwierdzili, iż Kościół za pomocą elementów religijnych oraz odwołujących się do wartości patriotycznych, działa jako czynnik jednoczący społeczeństwo polskie. Represje wpisywały się w zwalczanie kultury, a duchowieństwo katolickie zostało potraktowane jako element przeznaczonej do eksterminacji tzw. polskiej warstwy kierowniczej (niem. polnische Führungsschicht), mającej istotny wpływ na kształtowanie nastrojów społecznych.
Były to główne przyczyny, dla których zamknięto wiele kościołów i seminariów, uniemożliwiono kształcenie księży oraz dokonywano masowych aresztowań. Germanizowano lub likwidowano instytucje i organizacje kościelne. Majątek kościelny i dzieła sztuki w większości uległy bezprawnej konfiskacie lub niszczeniu (m.in. na złom wywieziono część dzwonów kościelnych). Rozwiązano również stowarzyszenia i bractwa religijne, znacznie ograniczono duszpasterstwo, zniesiono szereg świąt kościelnych, zakazano w czasie mszy wykonywania pieśni o charakterze religijno-patriotycznym oraz polecono usunięcie z tekstów liturgicznych i modlitw zwrotów odnoszących się do tradycji narodowych.

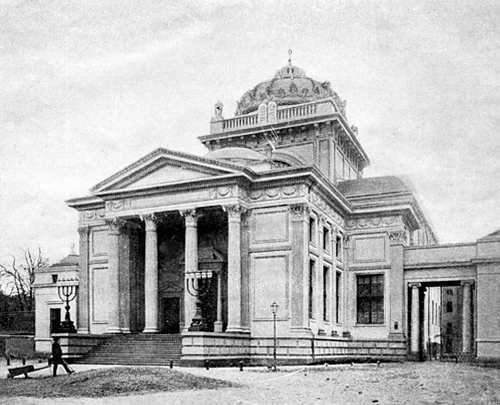
Wielka Synagoga w Warszawie, wysadzona przez Niemców 16 maja 1943

Represje wobec Kościoła katolickiego na terenie Generalnego Gubernatorstwa były nieco mniej bezwzględne niż na ziemiach polskich wcielonych do Rzeszy – łącznie w latach 1939–1945 w GG zginęło ok. 500 księży diecezjalnych i zakonnych (w tym okresie zginęło łącznie 2750–2804 duchownych katolickich z całego kraju – w tym 1900 księży diecezjalnych i kleryków oraz 850 zakonników – m.in. zamordowany w Auschwitz-Birkenau Maksymilian Maria Kolbe). W czasie II wojny światowej na terenie okupowanej Polski represjom zostało poddanych 6367 duchownych katolickich. Wielu z nich zmarło w obozach koncentracyjnych – tylko w obozie Dachau na 2720 duchownych katolickich, 1780 było księży polskich. Spośród 1034 duchownych 37 narodowości, którzy zostali zamordowani w tym obozie, 799 było Polakami. W czerwcu 1941 po zajęciu dodatkowych obszarów na wschodzie i dołączeniu ich do Generalnego Gubernatorstwa, niemieckie władze okupacyjne prowadziły na tych terenach podobną politykę zwalczania religii i represji wobec Kościoła. 13 czerwca 1999 papież Jan Paweł II ogłosił listę 108 błogosławionych męczenników Kościoła, ofiar terroru okupanta niemieckiego z lat II wojny światowej.
Prześladowania objęły również kościół ewangelicki i polski kościół narodowy, Niemcy próbowali wykorzystać różnice narodowościowe oraz nieskutecznie pozyskać ewangelików do działań antypolskich (np. w przypadku Juliusza Bursche).
Gminy wyznania mojżeszowego spotkały najostrzejsze represje – zamknięto synagogi, szkoły rabinów i inne religijne instytucje, które w większości bezczeszczono. Lżono rabinów i drwiono z przedmiotów kultu religijnego. Niemcy urządzili w zabytkowych synagogach stajnie dla koni, a liczne zwoje Tory zostały przeznaczone do wykonania abażurów, butów i ozdób. Po stłumieniu powstania w getcie warszawskim, 16 maja 1943 wysadzono w powietrze Wielką Synagogę przy ul. Tłomackie w Warszawie. Jak wspomniał kat getta warszawskiego Jürgen Stroop, była to „niezapomniana alegoria triumfu nad żydostwem”.
Władze okupacyjne powstrzymywały się od stosowania represji względem Kościoła greckokatolickiego, zaś w Kościele prawosławnym faworyzowały czynnik ukraiński.

## Propaganda niemiecka w GG

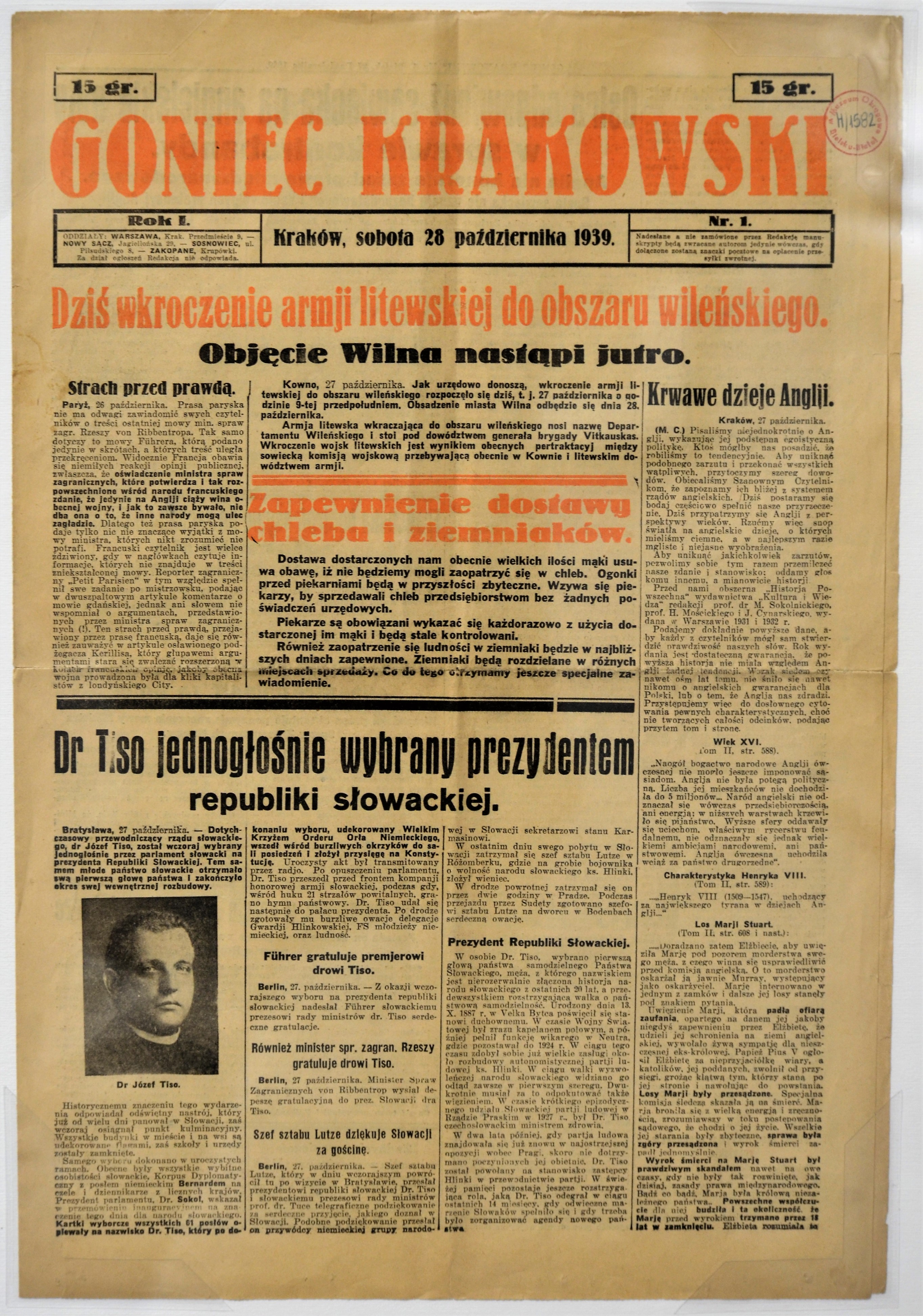
„Goniec Krakowski” z 28 października 1939 – niemiecki gadzinowy polskojęzyczny dziennik

Po utworzeniu Generalnego Gubernatorstwa wszystkie polskie gazety zostały zlikwidowane. Zastąpiły je gazety niemieckie wydawane w językach polskim, niemieckim, ukraińskim oraz nieliczne adresowane do Żydów (w językach hebrajskim i polskim). Wydawano ok. 50 tytułów, w tym dzienniki, tygodniki i prasę dla określonych grup zawodowych. Gazety te, zwłaszcza o profilu politycznym i propagandowym, potocznie nazywano gadzinówkami lub szmatławcami. Cała prasa niemiecka (oraz inne publikatory) była bezpośrednio podporządkowana strukturom propagandowym III Rzeszy, kierowanym przez Ministerstwo Oświecenia Publicznego i Propagandy Rzeszy (niem. Reichsministerium für Volksaufklärung und Propaganda, RMfVP) dr. J. Goebbelsa, zwanym oficjalnie Ministerstwem Propagandy (niem. Propagandaministerium, PROMI). PROMI dysponowała monopolem informacyjnym i wyłącznością na jej propagowanie, co przejawiało się w bieżącym instruowaniu dziennikarzy i redakcji gazet niemieckich, w zakresie doboru tematów i sposobu ich prezentowania.
PROMI utworzyło sieć przedstawicielstw w Generalnym Gubernatorstwie, tzw. Urzędów Propagandy (niem. Reichspropagandaamt, RPA), rozlokowanych w Poznaniu, Łodzi i Krakowie. Na bazie tych agend utworzono w październiku 1939 główny wydział propagandy przy Urzędzie Generalnego Gubernatora Hansa Franka (później przy tzw. rządzie GG) – Fachabteilung für Volksaufklärung und Propaganda (FAVuP), który podlegał PROMI. Od wiosny 1940 kierowany był przez urzędnika PROMI, Wilhelma Ohlenbuscha. Niemiecki system propagandowy miał strukturę hierarchiczną, FAVuP podlegały oddziały powiatowe (niem. Kreispropagandadienst), które podporządkowane były oddziałom w poszczególnych dystryktach, a następnie pionom propagandowym w administracji GG. Poza aparatem FAVuP pozostawał drugi pion propagandy w GG, Urząd Szefa Prasy GG (niem. Dienstelle der Pressechef der Regierung des Generalgouvernements). Majątek polskich przedsiębiorstw wydawniczych (ok. 2000 wydawnictw prasowych i 40 agencji informacyjnych, wydających w 1937 ok. 2692 różnych pism i gazet) skonfiskował niemiecki Koncern Wydawniczy Kraków-Warszawa (niem. Zeitungsverlag Krakau-Warschau GmbH) z siedzibą w Krakowie, podlegający tzw. rządowi GG.

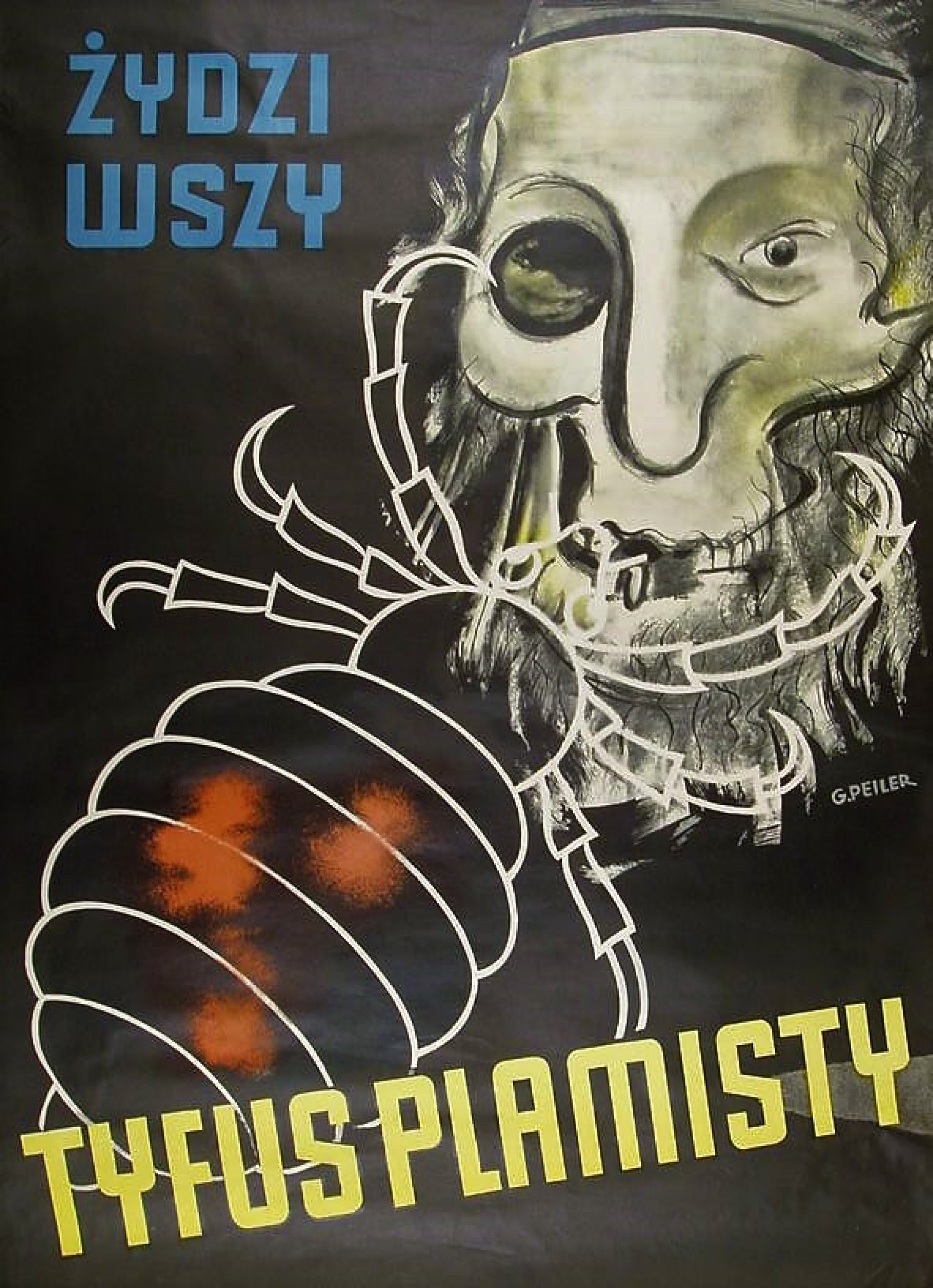
„Żydzi-wszy-tyfus plamisty” – niemiecki plakat antysemicki z 1942, wywieszany w miastach polskich w Generalnym Gubernatorstwie

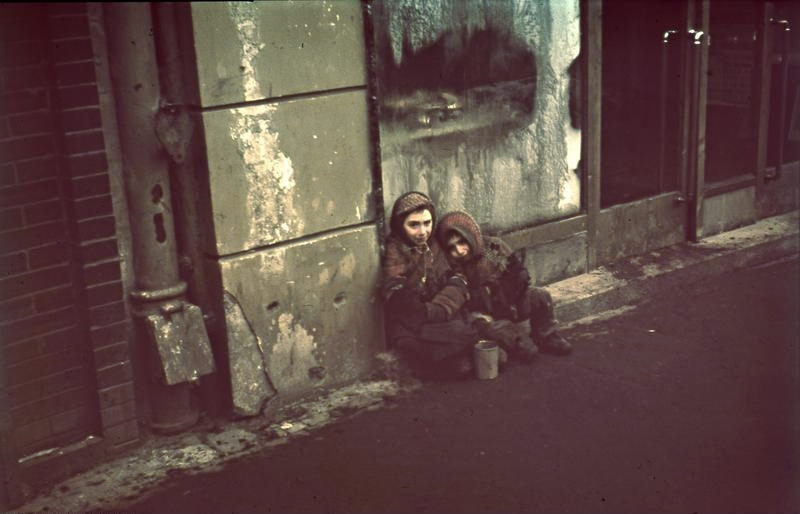
Getto warszawskie (1940-1943)

Najistotniejszą częścią systemu prasowego w GG były dzienniki (ok. 10 tytułów spośród 50 wydawanych gazet, zwane również prasą gadzinową), pod względem nakładów i zasięgu największymi z nich były: Nowy Kurier Warszawski, Goniec Krakowski, Gazeta Lwowska, Kurier Częstochowski. Ponadto w Lublinie wydawano Nowy Głos Lubelski, w Radomiu – Dziennik Radomski, w Kielcach – Kurier Kielecki, a w Jędrzejowie – dziennik Nowy Czas. W Krakowie ukazywała się przez pewien czas Gazeta Żydowska. Wydawano również niskiego poziomu czasopisma, mające zastąpić przedwojenne tygodniki i miesięczniki kulturalne, m.in. Ilustrowany Kurier Polski, 7 dni, Co miesiąc powieść oraz prezentujący agresywne treści pornograficzne miesięcznik „Fala” – wywołujący w polskim społeczeństwie szczególną awersję. Wydawano także czasopisma techniczne, adresowane do konkretnych grup zawodowych, czasopisma w języku ukraińskim np. Wiadomości Krakowskie (ukr. Краківські Вісті). Oprócz prasy, instytucje niemieckiej propagandy kontrolowały radio (nie odgrywało ono istotnej roli, ponieważ pod koniec 1939 wydano tzw. ordynację radiową, nakazującą zdanie wszystkich odbiorników do 25 stycznia 1940 – od konfiskaty zwolniono Ukraińców i Górali), kina, jawne teatry i system megafonów bądź głośników ulicznych (niem. Lautsprecher) ulokowany w najważniejszych miastach. Megafony miały oprócz funkcji indoktrynacyjnej i informacyjnej (wiadomości zniekształcone przez nazistowską propagandę), przekazywać na bieżąco rozkazy, polecenia oraz listy ludzi, których likwidowano w egzekucjach publicznych (m.in. w celu zastraszenia społeczeństwa). Głośniki uliczne stały się stałym elementem panoramy polskich ulic, zostały one pogardliwie nazwane przez społeczeństwo „szczekaczkami” lub „kubłami”. Posługiwano się na bieżąco plakatami o różnej treści np. zawierające listy rozstrzelanych, ostrzegawcze itd.
W gazetach niemieckich wydawanych po polsku, pracowali głównie Volksdeutsche (wszyscy redaktorzy naczelni), w większości zaciekli naziści. Nieliczni dziennikarze polscy podjęli pracę w tzw. prasie gadzinowej (m.in. Alfred Szklarski), większość odmówiła współpracy, za co poniosła surowe konsekwencje – zginęło ok. 350 dziennikarzy, w tym 73 zamordowano, 77 zmarło w niemieckich więzieniach i obozach koncentracyjnych, 50 zmarło w gettach, a 12 zginęło w powstaniu warszawskim.
Głównym celem propagandy niemieckiej było wywołanie odpowiedniego klimatu psychologicznego w polskim społeczeństwie – wywoływanie przekonania o niezwyciężoności potęgi niemieckiej, poczucia zniechęcenia, szerzenie kompleksu niższości i poczucia winy narodu polskiego, celowa dezinformacja, stosowanie cenzury, przemilczenie (nie podawanie informacji o wydarzeniach istotnych dla Polski i narodu), podkreślanie rzekomego braku zdolności Polaków do rządzenia i samodzielnego bytu politycznego, szerzenie informacji o niższości gospodarczej tzw. „polnische Wirtschaft”, czy też rzekomej konieczności odwszawiania miast polskich itp.
Stale eksponowano wątki antysemickie, co miało uzasadnić grabież mienia należącego do Żydów na dużą skalę, likwidację gett i eksterminację narodu żydowskiego – posługiwano się takimi hasłami jak „Żydostwo – to plutokracja i międzynarodowa finansjera”, „Żydowska zaraza” czy – stosując prymitywną animalizację – „Żydzi-wszy-tyfus plamisty” itp.
Szczególny nacisk położono na „informowanie” społeczeństwa o celach ekspansji Niemiec w Europie, bezprawną agresję na niepodległe kraje i ich wyzysk ekonomiczny uzasadniano chęcią stworzenia „Nowego Porządku Europejskiego” (niem. Neuordnung Europas), co miało nastąpić na drodze „wytworzenia specjalnej solidarności europejskiej”. Niekorzystne stosunki gospodarcze, faworyzujące Niemcy, które odbywały się kosztem państw podbitych, próbowano przyćmić mitem iż „Rzeszy chodzi o zadowolenie całej Europy”. W nowej nazistowskiej wizji Europy, która miała być utworzona na podstawie bliżej niesprecyzowanego planu lub umowy – jak określił niemiecki minister Walther Funk mówiąc o „gospodarczym obliczu przyszłej Europy”, chodziło by o zasadę podporządkowania innych państw gospodarce Niemiec (która miałaby dominującą rolę w przemyśle), a inne kraje spełniałyby rolę zaplecza surowcowego i rolniczego. Adolf Hitler na łamach prasy gadzinowej, nazwał ten nowy porządek „socjalistyczną Europą przyszłości”, podkreślając iż nie ma w nim miejsca na prawa jednostki i państwa demokratyczne, jako niezgodne z duchem hitleryzmu. W Generalnym Gubernatorstwie, w związku z polityką eksterminacji stosowaną przez Niemcy, bezprawną grabież mienia państwowego i prywatnego oraz innymi elementami represyjnej polityki okupanta, utrzymywało się przekonanie, iż hitlerowski „nowy ład” oznacza dla Polski wyniszczenie Słowian i Żydów oraz sprowadzenie Polaków do roli co najwyżej siły roboczej.

## Ruch oporu w Generalnym Gubernatorstwie

### Walka zbrojna
Od początku okupacji niemieckiej w Polsce, w Generalnym Gubernatorstwie rozpoczęły działania wojskowe organizacje konspiracyjne, zajmujące się walką zbrojną, dywersją, sabotażem oraz działaniami propagandowymi. Najliczniejszymi z nich były: Armia Krajowa (ok. 380 tys. żołnierzy), Bataliony Chłopskie (ok. 130 tys.), NSZ (ok. 70 tys.) oraz Armia Ludowa (ok. 30 tys.), a także inne pomniejsze ugrupowania zbrojne. Działania polskiego podziemia stanowiły jeden z istotniejszych czynników hamowania terroru okupanta w Generalnym Gubernatorstwie, osłabiały potencjał zbrojeniowy III Rzeszy oraz wzmacniały wolę oporu społecznego.
Dodatkową formą walki z okupantem była tzw. walka cywilna (m.in. sabotaż bez użycia broni, bierny opór wobec okupanta, bojkot instytucji rozrywkowych, prasy niemieckiej, dezaprobata dla służalstwa, donosicielstwa i utrzymywania kontaktów z Niemcami itp.), zalecana przez Kierownictwo Walki Cywilnej, utworzone w marcu 1941 przy Delegaturze Rządu na Kraj. Kierownictwo Walki Cywilnej za pomocą własnego wydziału sądowego, wydawało również wyroki (w tym również wyroki śmierci), za zdradę lub współpracę z okupantem.

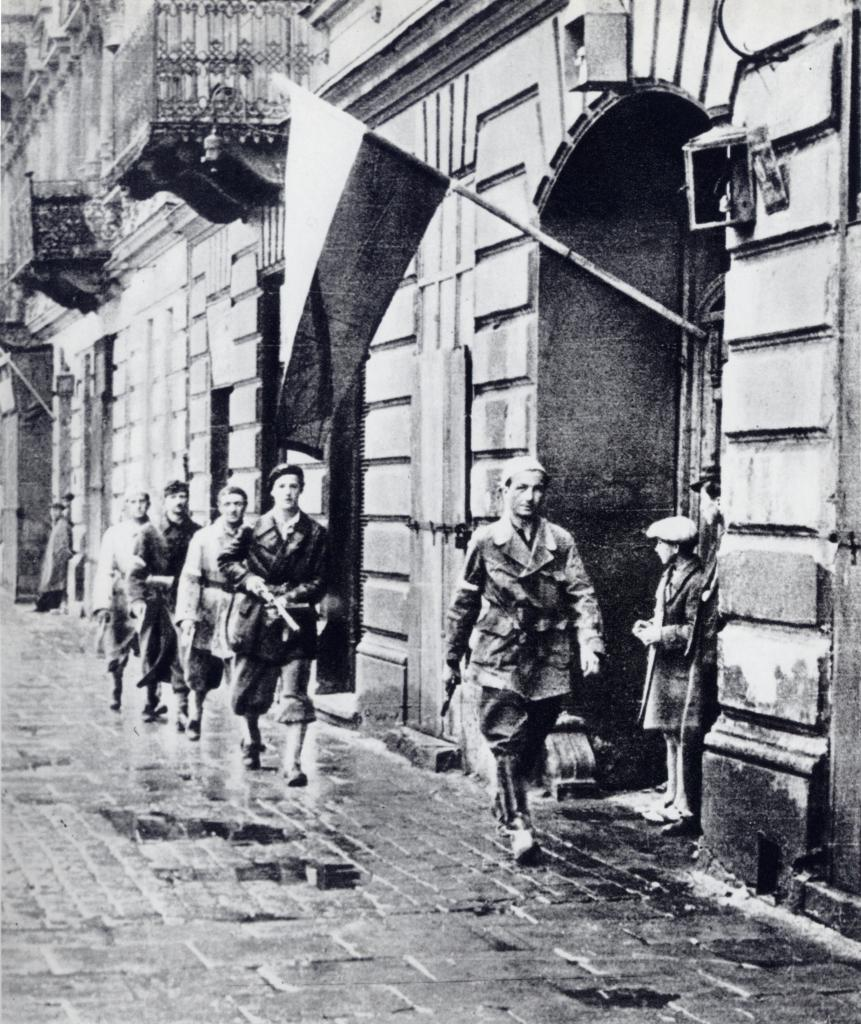
Patrol batalionu „Pięść” por. „Agatona” w drodze z Woli do Śródmieścia podczas powstania warszawskiego, pierwsze dni sierpnia 1944

Większość operacji partyzanckich na terenie Generalnego Gubernatorstwa, prowadziła w okresie II wojny światowej Armia Krajowa i jej poprzednik Związek Walki Zbrojnej. Na ziemiach polskich formacje te przeprowadziły ogółem, w okresie od grudnia 1939 do lipca 1944, ponad 730 tys. akcji dywersyjnych i sabotażowych, podczas których wykolejono 700 transportów, a 400 podpalono, uszkodzono 19 tys. wagonów kolejowych, 7 tys. parowozów, 4 tys. samochodów, wysadzono 38 mostów, 100 cystern i zniszczono 4,5 tys. ton benzyny, spalono 100 magazynów wojskowych i uszkodzono 2800 maszyn przemysłowych itp.
Według danych niemieckiego Wehrmachtu, w okresie od lipca 1942 do lipca 1944 liczba akcji dywersyjnych w Generalnym Gubernatorstwie, przeprowadzonych przez wszystkie organizacje konspiracyjne działające na tym terenie osiągnęła 110 tys. akcji, w tym 1500 na transporty kolejowe i tyle samo na sieć łączności, zniszczono 135 mostów drogowych oraz przeprowadzono 4500 akcji wymierzonych w żołnierzy niemieckich i funkcjonariuszy służb policyjnych. W 1943 narastająca aktywność polskiego ruchu oporu spowodowała, iż Niemcy w połowie 1943 skoncentrowali w Generalnym Gubernatorstwie 600–800 tys. żołnierzy Wehrmachtu. Dodatkowo w walkę z ruchem oporu zaangażowane były siły policyjne i SS, które liczyły na wiosnę 1943 ok. 110 tys. ludzi, a w listopadzie 1943 130 tys. ludzi. W 1944 łącznie ponad 1 milion żołnierzy niemieckich było związanych permanentną walką z siłami polskiego podziemia.
Spośród wielu działań bojowych, wyróżniały się największe akcje zbrojne przeprowadzone na terenie Generalnego Gubernatorstwa: powstanie zamojskie, powstanie w getcie warszawskim, powstanie warszawskie oraz Akcja „Burza”.

### Tajne nauczanie
Wobec zlikwidowania lub zamknięcia przez Niemców wszystkich szkół wyższych i średnich na terenie całego kraju, w tym w Generalnym Gubernatorstwie, powstał podziemny system nauczania. Jeszcze jesienią 1939 powołano Towarzystwo Oświaty Niepodległościowej (TON), w którego kierownictwie znaleźli się Zygmunt Nowicki, Teofil Wojeński, Wacław Tułodziecki, Kazimierz Maj i Wacław Schayer. Kilka miesięcy później, w 1940, powstał Departament Oświaty i Kultury Delegatury Rządu na Kraj, na czele którego stanął Czesław Wycech. System tajnego nauczania zyskał tym samym pełną akceptację rządu emigracyjnego oraz większości kadry nauczycielskiej i społeczeństwa. Tajne komplety z czasem stały się typowym składnikiem życia codziennego w Generalnym Gubernatorstwie. Lekcje tajnych kompletów odbywały się zwykle w mieszkaniach prywatnych uczniów lub nauczycieli. Dzieciom ze szkół powszechnych przekazywano wiedzę zakazaną przez okupanta, z zakresu historii, geografii oraz języka polskiego. Tajne komplety funkcjonowały pod przykryciem dozwolonych szkół zawodowych II stopnia (kursy krawiectwa, prostego rzemiosła, kursy handlowe), w których potajemnie przerabiano normalny program liceum ogólnokształcącego.
System konspiracyjnego szkolnictwa wyższego był zróżnicowany i obejmował 7 podziemnych uczelni, działając również pod pozorem kursów zawodowych – np. Prywatna Szkoła Zawodowa dla Pomocniczego Personelu Sanitarnego w Warszawie, działała w rzeczywistości jako podziemny Wydział Lekarski Uniwersytetu Warszawskiego. Zlikwidowana przez Niemców Politechnika Warszawska działała pod szyldem szkoły zawodowej Państwowej Szkoły Technicznej. Kadra przedwojennego Konserwatorium Muzycznego funkcjonowała w Państwowej Szkole Muzycznej. Również w podziemiu działały Wolna Wszechnica Polska, Szkoła Główna Handlowa, SGGW, Uniwersytet Jagielloński w Krakowie, wydziały Uniwersytetu Warszawskiego oraz Uniwersytetu Poznańskiego, który wyrzucony z Poznania działał w Warszawie jako podziemny Uniwersytet Ziem Zachodnich. Po 1941 do Warszawy przeniosły się również konspiracyjne Uniwersytet Stefana Batorego z Wilna i Uniwersytet Jana Kazimierza ze Lwowa. Aktorzy polscy kształcili się w Instytucie Sztuki Teatralnej.
Tylko na terenie Warszawy w latach 1939–1945 pracowało w tajnym nauczaniu 2000 nauczycieli i profesorów. W latach 1942–1943 ok. 19 tys. dzieci uczyło się na tajnych kompletach na poziomie szkoły powszechnej – w tym samym czasie ok. 24 tys. uczniów uczęszczało na tajne komplety licealne. Ogółem, w ciągu 5 lat okupacji niemieckiej zdało maturę ok. 6,5 tys. osób. Szkolnictwo wyższe objęło 9500 studentów (z czego 3000 stanowili słuchacze szkół zawodowych o poziomie akademickim). W latach 1939–1945, wprowadzony przez Departament Oświaty i Kultury tajny języka polskiego, historii i geografii objął ponad 1,5 miliona dzieci. Program nauczania na poziomie szkół średnich, objął w ciągu 5 lat okupacji niemieckiej ok. 50 tys. uczniów.

### Wydawnictwa, prasa i propaganda
Wobec wprowadzonego przez władze niemieckie zakazu wszelkiej działalności wydawniczej, zamknięcia polskich bibliotek, czytelni, księgarń oraz niszczenia polskiego piśmiennictwa – powstał podziemny system ok. 200 drukarni i powielarni, z czego większość działała w Generalnym Gubernatorstwie (połowa z nich funkcjonowała w Warszawie, która była głównym ośrodkiem ruchu konspiracyjnego). W latach 1939–1945 wydano w nich 820 tytułów. Wobec zmonopolizowania obiegu informacji przez gazety niemieckie wydawane w języku polskim, zaczęły się ukazywać gazety i czasopisma podziemne. Ich rolą, oprócz przekazywania informacji ocenzurowanych lub przemilczanych przez propagandę niemiecką, było również podtrzymywanie rozwoju życia umysłowego społeczeństwa. W ciągu 5-letniego okresu okupacji wydano łącznie 1400 tytułów, z czego 17 ukazywało się regularnie przez 6 lat, a 90 przez 4 lata. Nakłady wybranych gazet konspiracyjnych sięgały kilkudziesięciu tysięcy egzemplarzy.
Centralnymi organami prasowymi polskiego podziemia były Biuletyn Informacyjny wydawany przez ZWZ-AK, oraz „Wiadomości Polskie”, „Insurekcja” i „Żołnierz Polski”. Delegatura Rządu na Kraj wydawała „Rzeczpospolitą Polską”, większość gazet konspiracyjnych reprezentowała określoną opcję polityczną – socjaliści z PPS-WRN wydawali gazety „WRN” i „Wolność”, Stronnictwo Pracy gazety „Naród” i „Reforma”, piłsudczycy: „Myśl Państwową i „Przegląd Polityczny”, Stronnictwo Ludowe: „Ku Zwycięstwu”, „Przebudowę” i „Polskę Ludową”, syndykaliści: „Sprawę”, endecja: „Walkę”, „Wielką Polskę” oraz „Pobudkę”, a Konfederacja Narodu „Nową Polskę” i „Sztukę i Naród”.
Działaniami propagandowymi wśród Niemców w Generalnym Gubernatorstwie zajmowało się Biuro Informacji i Propagandy (BiP), powołane w 1940 przy ZWZ-AK. Oprócz działalności wydawniczej, BiP powołało specjalną komórkę propagandowo-dywersyjną tzw. Akcję N (Samodzielny Podwydział N przy BiP). W ramach Akcji N, w okresie 1941–1944, prowadzona była walka psychologiczna z okupantem – głównie za pomocą konspiracyjnych pism i ulotek w języku niemieckim, sprawiających wrażenie iż są dziełem niemieckich grup antynazistowskich oraz szerzących defetyzm.
Akcja N dysponowała siecią agend na terenie całego kraju, zwłaszcza w Generalnym Gubernatorstwie, które dysponowały tajnymi drukarniami, maszynami powielającymi, kartotekami itp. W 1942 r. w działalność Akcji N zaangażowanych było 700–950 osób (redaktorów, tłumaczy, drukarzy, kurierów), w tym harcerze Szarych Szeregów. Miesięcznie rozprowadzano 20–30 tysięcy różnych druków (gazet, periodyków, ulotek itp.). Ogółem w ramach Akcji N, w latach 1942–1944, wydano ponad 1 milion egzemplarzy różnych wydawnictw i materiałów propagandowych.

## Warunki życia codziennego w GG

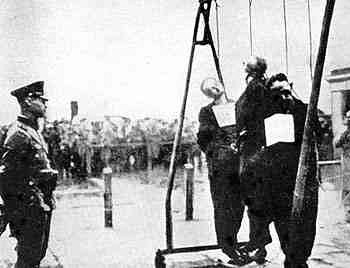
Publiczna egzekucja przeprowadzana przez niemiecką policję (Gestapo)

Polityka okupacyjna władz niemieckich wpłynęła w istotnym stopniu na życie codzienne ludności, nastąpił ogólny regres gospodarki, wzrost bezrobocia (ukrywanego w obawie przed wywózką na roboty przymusowe do Niemiec), konfiskaty mienia prywatnego, zaniżanie przez Niemców stawek wynagrodzeń robotnikom Polakom, zamrożenie płac przy ciągle rosnących kosztach utrzymania, reglamentacja (kartkowy system racjonowania żywności) zapewniający pokrycie jedynie części potrzeb – czynniki te powodowały pauperyzację społeczeństwa (zwłaszcza inteligencji i robotników). Źródłem dochodów, zwłaszcza dla inteligencji, stała się wyprzedaż majątku (biżuteria, meble, ubrania itp.), powstał w związku z tym „czarny rynek” złota, kosztowności i walut.
Pod wpływem powszechności męczeństwa i śmierci, stałego zagrożenia bezpieczeństwa osobistego, ogłupiającej propagandy niemieckiej, konieczności zdobywania środków do przeżycia na drodze kradzieży i spekulacji (w efekcie grabieży majątku przez okupanta i zbiednienia społeczeństwa spowodowanego polityką gospodarczą administracji niemieckiej) – następowały zmiany postaw społecznych, zachowania jednostek, hierarchii wartości i norm etycznych. Sprzyjało to upowszechnieniu postaw cynicznych i cwaniackich, sprzyjając ludziom skłonnym wykorzystywać nieszczęście dużych grup społecznych dla własnych korzyści.

### Aprowizacja
W ciągu pierwszych kilku miesięcy okupacji ceny żywności wzrosły trzykrotnie (w porównaniu do sierpnia 1939). Powszechna drożyzna spowodowała, iż luksusem stały się restauracje i inne lokale gastronomiczne. Zrezygnować z nich musieli również stali przedwojenni klienci (mimo iż liczba tego typu lokali systematycznie rosła). Codzienne posiłki większości ludności ograniczone zostały do 1–2 znacznie mniej pożywnych (w porównaniu do 3–4 w okresie sprzed okupacji). Braki na rynku żywnościowym rekompensowały w pewnym stopniu instytucje samopomocowe i charytatywne oraz „czarny rynek” żywności (m.in. zakazana w handlu od pewnego czasu mąka) i przysyłane z zagranicy paczki żywnościowe.
Głównym pożywieniem okupacyjnym stały się chleb (już od stycznia 1940 Niemcy wprowadzili zakaz jego wypieku z mąki pszennej), marmolada, kartofle i czarna kawa słodzona sacharyną zamiast trudno dostępnego cukru. Głównym posiłkiem dziennym stała się zupa z chlebem i talerzem kartofli, a szczytem możliwości stał się posiłek z kapusty, brukwi, dyni i cebuli duszonej na margarynie (zamiast niedostępnego masła). Sprzedaż żywności odbywała się nielegalnie, początkowo półlegalnie na ulicach, a następnie w podobny sposób poprzez wędrownych handlarzy.
Gazety niemieckie propagowały wówczas wykorzystanie na posiłki obierek z ziemniaków, mięsa końskiego oraz królików. W kuchniach zaczęły dominować towary zastępcze (niem. Ersatz), np. herbatę zastępowano skórkami owoców, kawę zbożową paloną mieszanką pszenicy i żołędzi, zamiast cukru używano sacharyny w tabletkach. Alkohol był trudno dostępny, zamiast niego wykorzystywano wytwarzany nielegalnie bimber. Wzrost plagi alkoholizmu, który nastąpił zwłaszcza w okresie 1943–1944, był konsekwencją społecznej frustracji, braku jakichkolwiek rozrywek i ograniczonych przydziałów żywnościowych.

### Moda okupacyjna
Pauperyzacja społeczeństwa spowodowała niechęć do afiszowania się bogactwem, co spowodowało powstanie charakterystycznej okupacyjnej „mody” – z codziennego ubioru znikały stopniowo kapelusze, futra, damskie torebki oraz pończochy (wówczas osiągające bardzo wysokie ceny). Noszenie ich (w sytuacji zauważalnej na ulicach biedy), było odbierane jako oznaka złego smaku (zwłaszcza w Warszawie). Kapelusze wyparły chusty lub przepaski związane na czubku głowy w węzełek, a od początku 1940 w powszechnym użyciu znalazły się drewniaki, noszone bez względu na wiek i płeć. Monotonne drewniaki uatrakcyjniano różnymi dodatkami (wstążki, kokardy, metalowe sprzączki itp.). Braki na rynku tekstylnym spowodowały powstanie produkcji obuwia na podeszwie z korka lub sznurka – często szewcy przerabiali na obuwie zużyte kapelusze.
Wzrost cen ubrań nowych w okresie 1939–1943 był 50 lub 80-krotny, co spowodowało iż odzież używana stała się środkiem wymiany – zwłaszcza przy pozyskiwaniu żywności od wędrownych sprzedawców lub na wsi. Niedostępność odzieży wszelkiego typu spowodowała, iż na własną rękę masowo przerabiano przedwojenne ubrania – kobiety zaczęły nosić specjalnie dostosowane męskie marynarki i męskie płaszcze. Młodzi mężczyźni stworzyli swoisty konspiracyjny styl ubioru, przejawiający się noszeniem bryczesów oficerskich, wysokich butów (tzw. oficerek), samodziałowych marynarek lub kurtek wiatrówek. Wygląd taki zaczął z czasem przyciągać zainteresowanie niemieckich władz bezpieczeństwa, dlatego prawdziwi członkowie ruchu oporu starali się nie wyróżniać strojem od otoczenia.
Ograniczenie środków komunikacji miejskiej spowodowało w kwietniu 1940 r. pojawienie się na ulicach miast (zwłaszcza Warszawy), pojazdów nazwanych rikszami (nazywanych także „chińskimi”). Ich masową produkcję rozpoczęła warszawska firma Perkun. Pod koniec 1941 r. stały się popularnym ekwiwalentem transportu miejskiego, osiągając liczbę ok. 250 w mieście.

## Epilog
Wobec systematycznych porażek niemieckich na froncie wschodnim, zapoczątkowanych po przegranej bitwie pod Stalingradem, już w styczniu 1944 rozpoczęły się przygotowania do ewakuacji niemieckich władz okupacyjnych ze wschodnich obszarów Generalnego Gubernatorstwa. Po nieoczekiwanie szybkim dotarciu Armii Czerwonej do Lwowa i Kowla w marcu 1944, ewakuacja Niemców była niejednokrotnie nacechowana paniką (np. wśród administracji niemieckiej Lublina). Na początku kwietnia rozpoczęła się ewakuacja magazynów wojskowych, w końcu czerwca 1944 ewakuacja zakładów przemysłowych z terenu Generalnego Gubernatorstwa (połączona z ich dewastacją i niszczeniem), ewakuacja więźniów z aresztów oraz pośpieszne zacieranie śladów zbrodni niemieckich.
25 lipca 1944 Armia Czerwona wyparła oddziały niemieckie z Lublina, 27 lipca z Białegostoku, 28 lipca z Przemyśla i Jarosławia. W obliczu ofensywy sowieckiej i zajęcia w sierpniu 1944 przez Armię Czerwoną praktycznie całej wschodniej części Generalnego Gubernatorstwa (na wschód od Wisły), Polaków na pozostałych terenach zapędzono do budowy umocnień fortyfikacyjnych w strefie przyfrontowej, a z Niemców organizowano oddziały Volkssturmu – wartość militarna tych oddziałów i umocnień okazała się jednak w czasie późniejszych walk nieistotna.
W styczniu 1945 rozpoczęła się sowiecka ofensywa zimowa, w jej wyniku Niemcy zostali wyparci całkowicie z terenów Generalnego Gubernatorstwa – 15 stycznia 1945 z Kielc, 16 stycznia z Radomia, 17 stycznia z Warszawy oraz 19 stycznia z Krakowa.
Hans Frank zbiegł z Krakowa w styczniu 1945, przed spodziewanym natarciem sowieckim. W popłochu nie zdołał wywieźć niemieckich akt urzędowych (m.in. planów zniszczenia Warszawy, zawartych w tzw. planie Pabsta), części zrabowanych dzieł sztuki oraz zapasów żywności – za przedwczesną ucieczkę bez rozkazu i jej konsekwencje został postawiony przez dowództwo niemieckiej 4 Armii Pancernej przed szefem kancelarii NSDAP Bormannem. Wkrótce po przybyciu do Niemiec został pochwycony przez Amerykanów.
Po nieudanej próbie samobójstwa Frank wyjawił swoją prawdziwą tożsamość, wskazując miejsce ukrycia zagrabionych w Polsce dzieł sztuki i swojego skrupulatnie prowadzonego dziennika, który posłużył jako jeden z głównych dowodów przeciwko niemu w procesach norymberskich. Hans Frank został skazany za zbrodnie wojenne przez Międzynarodowy Trybunał Wojskowy w Norymberdze na karę śmierci przez powieszenie, wyrok został wykonany 16 października 1946.
Odnosząc się w trakcie procesów do zbrodni III Rzeszy, w tym własnych popełnionych w Generalnym Gubernatorstwie, Hans Frank powiedział: Tysiąc lat minie i nie zdejmie z Niemiec brzemienia tej winy.